# فهرست سیارک‌ها (۱۱۳۰۰۱–۱۱۴۰۰۱)
فهرست سیارک‌ها (۱۱۳۰۰۱ - ۱۱۴۰۰۱) فهرست سیارک‌ها از ۱۱۳۰۰۱ تا ۱۱۴۰۰۱ است.
| نام    | نام انگلیسی | تاریخ کشف       |
| ------ | ----------- | --------------- |
| ۱۱۳۰۰۱ | 2002 RT38   | ۵ سپتامبر ۲۰۰۲  |
| ۱۱۳۰۰۲ | 2002 RW38   | ۵ سپتامبر ۲۰۰۲  |
| ۱۱۳۰۰۳ | 2002 RY38   | ۵ سپتامبر ۲۰۰۲  |
| ۱۱۳۰۰۴ | 2002 RD39   | ۵ سپتامبر ۲۰۰۲  |
| ۱۱۳۰۰۵ | 2002 RF39   | ۵ سپتامبر ۲۰۰۲  |
| ۱۱۳۰۰۶ | 2002 RG39   | ۵ سپتامبر ۲۰۰۲  |
| ۱۱۳۰۰۷ | 2002 RJ39   | ۵ سپتامبر ۲۰۰۲  |
| ۱۱۳۰۰۸ | 2002 RQ39   | ۵ سپتامبر ۲۰۰۲  |
| ۱۱۳۰۰۹ | 2002 RY39   | ۵ سپتامبر ۲۰۰۲  |
| ۱۱۳۰۱۰ | 2002 RZ39   | ۵ سپتامبر ۲۰۰۲  |
| ۱۱۳۰۱۱ | 2002 RL40   | ۵ سپتامبر ۲۰۰۲  |
| ۱۱۳۰۱۲ | 2002 RP40   | ۵ سپتامبر ۲۰۰۲  |
| ۱۱۳۰۱۳ | 2002 RS40   | ۵ سپتامبر ۲۰۰۲  |
| ۱۱۳۰۱۴ | 2002 RG41   | ۵ سپتامبر ۲۰۰۲  |
| ۱۱۳۰۱۵ | 2002 RN41   | ۵ سپتامبر ۲۰۰۲  |
| ۱۱۳۰۱۶ | 2002 RO41   | ۵ سپتامبر ۲۰۰۲  |
| ۱۱۳۰۱۷ | 2002 RK42   | ۵ سپتامبر ۲۰۰۲  |
| ۱۱۳۰۱۸ | 2002 RQ42   | ۵ سپتامبر ۲۰۰۲  |
| ۱۱۳۰۱۹ | 2002 RW42   | ۵ سپتامبر ۲۰۰۲  |
| ۱۱۳۰۲۰ | 2002 RJ43   | ۵ سپتامبر ۲۰۰۲  |
| ۱۱۳۰۲۱ | 2002 RO43   | ۵ سپتامبر ۲۰۰۲  |
| ۱۱۳۰۲۲ | 2002 RB44   | ۵ سپتامبر ۲۰۰۲  |
| ۱۱۳۰۲۳ | 2002 RU44   | ۵ سپتامبر ۲۰۰۲  |
| ۱۱۳۰۲۴ | 2002 RW44   | ۵ سپتامبر ۲۰۰۲  |
| ۱۱۳۰۲۵ | 2002 RK45   | ۵ سپتامبر ۲۰۰۲  |
| ۱۱۳۰۲۶ | 2002 RR45   | ۵ سپتامبر ۲۰۰۲  |
| ۱۱۳۰۲۷ | 2002 RH46   | ۵ سپتامبر ۲۰۰۲  |
| ۱۱۳۰۲۸ | 2002 RL46   | ۵ سپتامبر ۲۰۰۲  |
| ۱۱۳۰۲۹ | 2002 RZ46   | ۵ سپتامبر ۲۰۰۲  |
| ۱۱۳۰۳۰ | 2002 RF47   | ۵ سپتامبر ۲۰۰۲  |
| ۱۱۳۰۳۱ | 2002 RL47   | ۵ سپتامبر ۲۰۰۲  |
| ۱۱۳۰۳۲ | 2002 RH48   | ۵ سپتامبر ۲۰۰۲  |
| ۱۱۳۰۳۳ | 2002 RL48   | ۵ سپتامبر ۲۰۰۲  |
| ۱۱۳۰۳۴ | 2002 RM48   | ۵ سپتامبر ۲۰۰۲  |
| ۱۱۳۰۳۵ | 2002 RN48   | ۵ سپتامبر ۲۰۰۲  |
| ۱۱۳۰۳۶ | 2002 RR48   | ۵ سپتامبر ۲۰۰۲  |
| ۱۱۳۰۳۷ | 2002 RS48   | ۵ سپتامبر ۲۰۰۲  |
| ۱۱۳۰۳۸ | 2002 RG49   | ۵ سپتامبر ۲۰۰۲  |
| ۱۱۳۰۳۹ | 2002 RH49   | ۵ سپتامبر ۲۰۰۲  |
| ۱۱۳۰۴۰ | 2002 RL49   | ۵ سپتامبر ۲۰۰۲  |
| ۱۱۳۰۴۱ | 2002 RS49   | ۵ سپتامبر ۲۰۰۲  |
| ۱۱۳۰۴۲ | 2002 RO50   | ۵ سپتامبر ۲۰۰۲  |
| ۱۱۳۰۴۳ | 2002 RR50   | ۵ سپتامبر ۲۰۰۲  |
| ۱۱۳۰۴۴ | 2002 RJ51   | ۵ سپتامبر ۲۰۰۲  |
| ۱۱۳۰۴۵ | 2002 RM51   | ۵ سپتامبر ۲۰۰۲  |
| ۱۱۳۰۴۶ | 2002 RR51   | ۵ سپتامبر ۲۰۰۲  |
| ۱۱۳۰۴۷ | 2002 RW51   | ۵ سپتامبر ۲۰۰۲  |
| ۱۱۳۰۴۸ | 2002 RY51   | ۵ سپتامبر ۲۰۰۲  |
| ۱۱۳۰۴۹ | 2002 RM52   | ۵ سپتامبر ۲۰۰۲  |
| ۱۱۳۰۵۰ | 2002 RR52   | ۵ سپتامبر ۲۰۰۲  |
| ۱۱۳۰۵۱ | 2002 RQ53   | ۵ سپتامبر ۲۰۰۲  |
| ۱۱۳۰۵۲ | 2002 RU53   | ۵ سپتامبر ۲۰۰۲  |
| ۱۱۳۰۵۳ | 2002 RW53   | ۵ سپتامبر ۲۰۰۲  |
| ۱۱۳۰۵۴ | 2002 RO54   | ۵ سپتامبر ۲۰۰۲  |
| ۱۱۳۰۵۵ | 2002 RQ54   | ۵ سپتامبر ۲۰۰۲  |
| ۱۱۳۰۵۶ | 2002 RL55   | ۵ سپتامبر ۲۰۰۲  |
| ۱۱۳۰۵۷ | 2002 RM55   | ۵ سپتامبر ۲۰۰۲  |
| ۱۱۳۰۵۸ | 2002 RY55   | ۵ سپتامبر ۲۰۰۲  |
| ۱۱۳۰۵۹ | 2002 RF56   | ۵ سپتامبر ۲۰۰۲  |
| ۱۱۳۰۶۰ | 2002 RE57   | ۵ سپتامبر ۲۰۰۲  |
| ۱۱۳۰۶۱ | 2002 RA58   | ۵ سپتامبر ۲۰۰۲  |
| ۱۱۳۰۶۲ | 2002 RW58   | ۵ سپتامبر ۲۰۰۲  |
| ۱۱۳۰۶۳ | 2002 RF59   | ۵ سپتامبر ۲۰۰۲  |
| ۱۱۳۰۶۴ | 2002 RU59   | ۵ سپتامبر ۲۰۰۲  |
| ۱۱۳۰۶۵ | 2002 RB60   | ۵ سپتامبر ۲۰۰۲  |
| ۱۱۳۰۶۶ | 2002 RK60   | ۵ سپتامبر ۲۰۰۲  |
| ۱۱۳۰۶۷ | 2002 RN60   | ۵ سپتامبر ۲۰۰۲  |
| ۱۱۳۰۶۸ | 2002 RS60   | ۵ سپتامبر ۲۰۰۲  |
| ۱۱۳۰۶۹ | 2002 RM61   | ۵ سپتامبر ۲۰۰۲  |
| ۱۱۳۰۷۰ | 2002 RN61   | ۵ سپتامبر ۲۰۰۲  |
| ۱۱۳۰۷۱ | 2002 RK62   | ۵ سپتامبر ۲۰۰۲  |
| ۱۱۳۰۷۲ | 2002 RM62   | ۵ سپتامبر ۲۰۰۲  |
| ۱۱۳۰۷۳ | 2002 RO62   | ۵ سپتامبر ۲۰۰۲  |
| ۱۱۳۰۷۴ | 2002 RP62   | ۵ سپتامبر ۲۰۰۲  |
| ۱۱۳۰۷۵ | 2002 RB63   | ۵ سپتامبر ۲۰۰۲  |
| ۱۱۳۰۷۶ | 2002 RN63   | ۵ سپتامبر ۲۰۰۲  |
| ۱۱۳۰۷۷ | 2002 RR63   | ۵ سپتامبر ۲۰۰۲  |
| ۱۱۳۰۷۸ | 2002 RU63   | ۵ سپتامبر ۲۰۰۲  |
| ۱۱۳۰۷۹ | 2002 RD64   | ۵ سپتامبر ۲۰۰۲  |
| ۱۱۳۰۸۰ | 2002 RP64   | ۵ سپتامبر ۲۰۰۲  |
| ۱۱۳۰۸۱ | 2002 RU64   | ۵ سپتامبر ۲۰۰۲  |
| ۱۱۳۰۸۲ | 2002 RW64   | ۵ سپتامبر ۲۰۰۲  |
| ۱۱۳۰۸۳ | 2002 RC65   | ۵ سپتامبر ۲۰۰۲  |
| ۱۱۳۰۸۴ | 2002 RG65   | ۵ سپتامبر ۲۰۰۲  |
| ۱۱۳۰۸۵ | 2002 RA66   | ۵ سپتامبر ۲۰۰۲  |
| ۱۱۳۰۸۶ | 2002 RQ67   | ۳ سپتامبر ۲۰۰۲  |
| ۱۱۳۰۸۷ | 2002 RE69   | ۴ سپتامبر ۲۰۰۲  |
| ۱۱۳۰۸۸ | 2002 RA70   | ۴ سپتامبر ۲۰۰۲  |
| ۱۱۳۰۸۹ | 2002 RR70   | ۴ سپتامبر ۲۰۰۲  |
| ۱۱۳۰۹۰ | 2002 RK71   | ۴ سپتامبر ۲۰۰۲  |
| ۱۱۳۰۹۱ | 2002 RO71   | ۵ سپتامبر ۲۰۰۲  |
| ۱۱۳۰۹۲ | 2002 RT71   | ۵ سپتامبر ۲۰۰۲  |
| ۱۱۳۰۹۳ | 2002 RM72   | ۵ سپتامبر ۲۰۰۲  |
| ۱۱۳۰۹۴ | 2002 RT72   | ۵ سپتامبر ۲۰۰۲  |
| ۱۱۳۰۹۵ | 2002 RU72   | ۵ سپتامبر ۲۰۰۲  |
| ۱۱۳۰۹۶ | 2002 RO73   | ۵ سپتامبر ۲۰۰۲  |
| ۱۱۳۰۹۷ | 2002 RK74   | ۵ سپتامبر ۲۰۰۲  |
| ۱۱۳۰۹۸ | 2002 RV74   | ۵ سپتامبر ۲۰۰۲  |
| ۱۱۳۰۹۹ | 2002 RX75   | ۵ سپتامبر ۲۰۰۲  |
| ۱۱۳۱۰۰ | 2002 RC76   | ۵ سپتامبر ۲۰۰۲  |
| ۱۱۳۱۰۱ | 2002 RO76   | ۵ سپتامبر ۲۰۰۲  |
| ۱۱۳۱۰۲ | 2002 RR76   | ۵ سپتامبر ۲۰۰۲  |
| ۱۱۳۱۰۳ | 2002 RS76   | ۵ سپتامبر ۲۰۰۲  |
| ۱۱۳۱۰۴ | 2002 RT76   | ۵ سپتامبر ۲۰۰۲  |
| ۱۱۳۱۰۵ | 2002 RV76   | ۵ سپتامبر ۲۰۰۲  |
| ۱۱۳۱۰۶ | 2002 RD77   | ۵ سپتامبر ۲۰۰۲  |
| ۱۱۳۱۰۷ | 2002 RM77   | ۵ سپتامبر ۲۰۰۲  |
| ۱۱۳۱۰۸ | 2002 RS77   | ۵ سپتامبر ۲۰۰۲  |
| ۱۱۳۱۰۹ | 2002 RB78   | ۵ سپتامبر ۲۰۰۲  |
| ۱۱۳۱۱۰ | 2002 RH78   | ۵ سپتامبر ۲۰۰۲  |
| ۱۱۳۱۱۱ | 2002 RY78   | ۵ سپتامبر ۲۰۰۲  |
| ۱۱۳۱۱۲ | 2002 RD79   | ۵ سپتامبر ۲۰۰۲  |
| ۱۱۳۱۱۳ | 2002 RH79   | ۵ سپتامبر ۲۰۰۲  |
| ۱۱۳۱۱۴ | 2002 RK79   | ۵ سپتامبر ۲۰۰۲  |
| ۱۱۳۱۱۵ | 2002 RQ79   | ۵ سپتامبر ۲۰۰۲  |
| ۱۱۳۱۱۶ | 2002 RC80   | ۵ سپتامبر ۲۰۰۲  |
| ۱۱۳۱۱۷ | 2002 RF80   | ۵ سپتامبر ۲۰۰۲  |
| ۱۱۳۱۱۸ | 2002 RP80   | ۵ سپتامبر ۲۰۰۲  |
| ۱۱۳۱۱۹ | 2002 RS80   | ۵ سپتامبر ۲۰۰۲  |
| ۱۱۳۱۲۰ | 2002 RH81   | ۵ سپتامبر ۲۰۰۲  |
| ۱۱۳۱۲۱ | 2002 RM81   | ۵ سپتامبر ۲۰۰۲  |
| ۱۱۳۱۲۲ | 2002 RP81   | ۵ سپتامبر ۲۰۰۲  |
| ۱۱۳۱۲۳ | 2002 RQ81   | ۵ سپتامبر ۲۰۰۲  |
| ۱۱۳۱۲۴ | 2002 RV81   | ۵ سپتامبر ۲۰۰۲  |
| ۱۱۳۱۲۵ | 2002 RA82   | ۵ سپتامبر ۲۰۰۲  |
| ۱۱۳۱۲۶ | 2002 RK82   | ۵ سپتامبر ۲۰۰۲  |
| ۱۱۳۱۲۷ | 2002 RD83   | ۵ سپتامبر ۲۰۰۲  |
| ۱۱۳۱۲۸ | 2002 RR83   | ۵ سپتامبر ۲۰۰۲  |
| ۱۱۳۱۲۹ | 2002 RZ83   | ۵ سپتامبر ۲۰۰۲  |
| ۱۱۳۱۳۰ | 2002 RA85   | ۵ سپتامبر ۲۰۰۲  |
| ۱۱۳۱۳۱ | 2002 RK86   | ۵ سپتامبر ۲۰۰۲  |
| ۱۱۳۱۳۲ | 2002 RM86   | ۵ سپتامبر ۲۰۰۲  |
| ۱۱۳۱۳۳ | 2002 RV86   | ۵ سپتامبر ۲۰۰۲  |
| ۱۱۳۱۳۴ | 2002 RD87   | ۵ سپتامبر ۲۰۰۲  |
| ۱۱۳۱۳۵ | 2002 RF87   | ۵ سپتامبر ۲۰۰۲  |
| ۱۱۳۱۳۶ | 2002 RO87   | ۵ سپتامبر ۲۰۰۲  |
| ۱۱۳۱۳۷ | 2002 RX87   | ۵ سپتامبر ۲۰۰۲  |
| ۱۱۳۱۳۸ | 2002 RZ87   | ۵ سپتامبر ۲۰۰۲  |
| ۱۱۳۱۳۹ | 2002 RC88   | ۵ سپتامبر ۲۰۰۲  |
| ۱۱۳۱۴۰ | 2002 RR89   | ۵ سپتامبر ۲۰۰۲  |
| ۱۱۳۱۴۱ | 2002 RZ89   | ۵ سپتامبر ۲۰۰۲  |
| ۱۱۳۱۴۲ | 2002 RB90   | ۵ سپتامبر ۲۰۰۲  |
| ۱۱۳۱۴۳ | 2002 RT92   | ۵ سپتامبر ۲۰۰۲  |
| ۱۱۳۱۴۴ | 2002 RZ92   | ۵ سپتامبر ۲۰۰۲  |
| ۱۱۳۱۴۵ | 2002 RK93   | ۵ سپتامبر ۲۰۰۲  |
| ۱۱۳۱۴۶ | 2002 RX93   | ۵ سپتامبر ۲۰۰۲  |
| ۱۱۳۱۴۷ | 2002 RR94   | ۵ سپتامبر ۲۰۰۲  |
| ۱۱۳۱۴۸ | 2002 RZ94   | ۵ سپتامبر ۲۰۰۲  |
| ۱۱۳۱۴۹ | 2002 RC95   | ۵ سپتامبر ۲۰۰۲  |
| ۱۱۳۱۵۰ | 2002 RS95   | ۵ سپتامبر ۲۰۰۲  |
| ۱۱۳۱۵۱ | 2002 RX95   | ۵ سپتامبر ۲۰۰۲  |
| ۱۱۳۱۵۲ | 2002 RC96   | ۵ سپتامبر ۲۰۰۲  |
| ۱۱۳۱۵۳ | 2002 RF96   | ۵ سپتامبر ۲۰۰۲  |
| ۱۱۳۱۵۴ | 2002 RJ96   | ۵ سپتامبر ۲۰۰۲  |
| ۱۱۳۱۵۵ | 2002 RZ96   | ۵ سپتامبر ۲۰۰۲  |
| ۱۱۳۱۵۶ | 2002 RA97   | ۵ سپتامبر ۲۰۰۲  |
| ۱۱۳۱۵۷ | 2002 RU97   | ۵ سپتامبر ۲۰۰۲  |
| ۱۱۳۱۵۸ | 2002 RV97   | ۵ سپتامبر ۲۰۰۲  |
| ۱۱۳۱۵۹ | 2002 RW97   | ۵ سپتامبر ۲۰۰۲  |
| ۱۱۳۱۶۰ | 2002 RC98   | ۵ سپتامبر ۲۰۰۲  |
| ۱۱۳۱۶۱ | 2002 RF98   | ۵ سپتامبر ۲۰۰۲  |
| ۱۱۳۱۶۲ | 2002 RA99   | ۵ سپتامبر ۲۰۰۲  |
| ۱۱۳۱۶۳ | 2002 RM99   | ۵ سپتامبر ۲۰۰۲  |
| ۱۱۳۱۶۴ | 2002 RS99   | ۵ سپتامبر ۲۰۰۲  |
| ۱۱۳۱۶۵ | 2002 RB100  | ۵ سپتامبر ۲۰۰۲  |
| ۱۱۳۱۶۶ | 2002 RV100  | ۵ سپتامبر ۲۰۰۲  |
| ۱۱۳۱۶۷ | 2002 RY100  | ۵ سپتامبر ۲۰۰۲  |
| ۱۱۳۱۶۸ | 2002 RH101  | ۵ سپتامبر ۲۰۰۲  |
| ۱۱۳۱۶۹ | 2002 RP101  | ۵ سپتامبر ۲۰۰۲  |
| ۱۱۳۱۷۰ | 2002 RZ101  | ۵ سپتامبر ۲۰۰۲  |
| ۱۱۳۱۷۱ | 2002 RG102  | ۵ سپتامبر ۲۰۰۲  |
| ۱۱۳۱۷۲ | 2002 RN102  | ۵ سپتامبر ۲۰۰۲  |
| ۱۱۳۱۷۳ | 2002 RS102  | ۵ سپتامبر ۲۰۰۲  |
| ۱۱۳۱۷۴ | 2002 RU102  | ۵ سپتامبر ۲۰۰۲  |
| ۱۱۳۱۷۵ | 2002 RW102  | ۵ سپتامبر ۲۰۰۲  |
| ۱۱۳۱۷۶ | 2002 RY102  | ۵ سپتامبر ۲۰۰۲  |
| ۱۱۳۱۷۷ | 2002 RD103  | ۵ سپتامبر ۲۰۰۲  |
| ۱۱۳۱۷۸ | 2002 RG103  | ۵ سپتامبر ۲۰۰۲  |
| ۱۱۳۱۷۹ | 2002 RH104  | ۵ سپتامبر ۲۰۰۲  |
| ۱۱۳۱۸۰ | 2002 RS105  | ۵ سپتامبر ۲۰۰۲  |
| ۱۱۳۱۸۱ | 2002 RU105  | ۵ سپتامبر ۲۰۰۲  |
| ۱۱۳۱۸۲ | 2002 RV105  | ۵ سپتامبر ۲۰۰۲  |
| ۱۱۳۱۸۳ | 2002 RZ105  | ۵ سپتامبر ۲۰۰۲  |
| ۱۱۳۱۸۴ | 2002 RE106  | ۵ سپتامبر ۲۰۰۲  |
| ۱۱۳۱۸۵ | 2002 RF106  | ۵ سپتامبر ۲۰۰۲  |
| ۱۱۳۱۸۶ | 2002 RG106  | ۵ سپتامبر ۲۰۰۲  |
| ۱۱۳۱۸۷ | 2002 RN106  | ۵ سپتامبر ۲۰۰۲  |
| ۱۱۳۱۸۸ | 2002 RP106  | ۵ سپتامبر ۲۰۰۲  |
| ۱۱۳۱۸۹ | 2002 RR106  | ۵ سپتامبر ۲۰۰۲  |
| ۱۱۳۱۹۰ | 2002 RV106  | ۵ سپتامبر ۲۰۰۲  |
| ۱۱۳۱۹۱ | 2002 RJ107  | ۵ سپتامبر ۲۰۰۲  |
| ۱۱۳۱۹۲ | 2002 RT107  | ۵ سپتامبر ۲۰۰۲  |
| ۱۱۳۱۹۳ | 2002 RX107  | ۵ سپتامبر ۲۰۰۲  |
| ۱۱۳۱۹۴ | 2002 RY107  | ۵ سپتامبر ۲۰۰۲  |
| ۱۱۳۱۹۵ | 2002 RE108  | ۵ سپتامبر ۲۰۰۲  |
| ۱۱۳۱۹۶ | 2002 RJ108  | ۵ سپتامبر ۲۰۰۲  |
| ۱۱۳۱۹۷ | 2002 RJ110  | ۶ سپتامبر ۲۰۰۲  |
| ۱۱۳۱۹۸ | 2002 RE111  | ۶ سپتامبر ۲۰۰۲  |
| ۱۱۳۱۹۹ | 2002 RM111  | ۶ سپتامبر ۲۰۰۲  |
| ۱۱۳۲۰۰ | 2002 RP111  | ۶ سپتامبر ۲۰۰۲  |
| ۱۱۳۲۰۱ | 2002 RS111  | ۶ سپتامبر ۲۰۰۲  |
| ۱۱۳۲۰۲ | 2002 RY111  | ۷ سپتامبر ۲۰۰۲  |
| ۱۱۳۲۰۳ | 2002 RC112  | ۷ سپتامبر ۲۰۰۲  |
| ۱۱۳۲۰۴ | 2002 RX112  | ۵ سپتامبر ۲۰۰۲  |
| ۱۱۳۲۰۵ | 2002 RB113  | ۷ سپتامبر ۲۰۰۲  |
| ۱۱۳۲۰۶ | 2002 RV113  | ۵ سپتامبر ۲۰۰۲  |
| ۱۱۳۲۰۷ | 2002 RM114  | ۵ سپتامبر ۲۰۰۲  |
| ۱۱۳۲۰۸ | 2002 RR114  | ۵ سپتامبر ۲۰۰۲  |
| ۱۱۳۲۰۹ | 2002 RU114  | ۶ سپتامبر ۲۰۰۲  |
| ۱۱۳۲۱۰ | 2002 RF117  | ۷ سپتامبر ۲۰۰۲  |
| ۱۱۳۲۱۱ | 2002 RK117  | ۷ سپتامبر ۲۰۰۲  |
| ۱۱۳۲۱۲ | 2002 RZ117  | ۳ سپتامبر ۲۰۰۲  |
| ۱۱۳۲۱۳ | 2002 RM118  | ۶ سپتامبر ۲۰۰۲  |
| ۱۱۳۲۱۴ | 2002 RT118  | ۹ سپتامبر ۲۰۰۲  |
| ۱۱۳۲۱۵ | 2002 RW118  | ۹ سپتامبر ۲۰۰۲  |
| ۱۱۳۲۱۶ | 2002 RF119  | ۷ سپتامبر ۲۰۰۲  |
| ۱۱۳۲۱۷ | 2002 RQ119  | ۶ سپتامبر ۲۰۰۲  |
| ۱۱۳۲۱۸ | 2002 RT119  | ۷ سپتامبر ۲۰۰۲  |
| ۱۱۳۲۱۹ | 2002 RU119  | ۷ سپتامبر ۲۰۰۲  |
| ۱۱۳۲۲۰ | 2002 RZ119  | ۸ سپتامبر ۲۰۰۲  |
| ۱۱۳۲۲۱ | 2002 RN120  | ۵ سپتامبر ۲۰۰۲  |
| ۱۱۳۲۲۲ | 2002 RW120  | ۷ سپتامبر ۲۰۰۲  |
| ۱۱۳۲۲۳ | 2002 RK121  | ۷ سپتامبر ۲۰۰۲  |
| ۱۱۳۲۲۴ | 2002 RN121  | ۷ سپتامبر ۲۰۰۲  |
| ۱۱۳۲۲۵ | 2002 RV121  | ۷ سپتامبر ۲۰۰۲  |
| ۱۱۳۲۲۶ | 2002 RX121  | ۸ سپتامبر ۲۰۰۲  |
| ۱۱۳۲۲۷ | 2002 RB122  | ۸ سپتامبر ۲۰۰۲  |
| ۱۱۳۲۲۸ | 2002 RN122  | ۸ سپتامبر ۲۰۰۲  |
| ۱۱۳۲۲۹ | 2002 RX122  | ۸ سپتامبر ۲۰۰۲  |
| ۱۱۳۲۳۰ | 2002 RA123  | ۸ سپتامبر ۲۰۰۲  |
| ۱۱۳۲۳۱ | 2002 RB123  | ۸ سپتامبر ۲۰۰۲  |
| ۱۱۳۲۳۲ | 2002 RC123  | ۸ سپتامبر ۲۰۰۲  |
| ۱۱۳۲۳۳ | 2002 RH123  | ۸ سپتامبر ۲۰۰۲  |
| ۱۱۳۲۳۴ | 2002 RJ123  | ۸ سپتامبر ۲۰۰۲  |
| ۱۱۳۲۳۵ | 2002 RX124  | ۹ سپتامبر ۲۰۰۲  |
| ۱۱۳۲۳۶ | 2002 RS125  | ۴ سپتامبر ۲۰۰۲  |
| ۱۱۳۲۳۷ | 2002 RH126  | ۸ سپتامبر ۲۰۰۲  |
| ۱۱۳۲۳۸ | 2002 RN126  | ۹ سپتامبر ۲۰۰۲  |
| ۱۱۳۲۳۹ | 2002 RQ126  | ۹ سپتامبر ۲۰۰۲  |
| ۱۱۳۲۴۰ | 2002 RR126  | ۹ سپتامبر ۲۰۰۲  |
| ۱۱۳۲۴۱ | 2002 RY126  | ۱۰ سپتامبر ۲۰۰۲ |
| ۱۱۳۲۴۲ | 2002 RB127  | ۱۰ سپتامبر ۲۰۰۲ |
| ۱۱۳۲۴۳ | 2002 RP127  | ۱۰ سپتامبر ۲۰۰۲ |
| ۱۱۳۲۴۴ | 2002 RB129  | ۱۰ سپتامبر ۲۰۰۲ |
| ۱۱۳۲۴۵ | 2002 RN130  | ۱۰ سپتامبر ۲۰۰۲ |
| ۱۱۳۲۴۶ | 2002 RV130  | ۱۱ سپتامبر ۲۰۰۲ |
| ۱۱۳۲۴۷ | 2002 RV131  | ۱۱ سپتامبر ۲۰۰۲ |
| ۱۱۳۲۴۸ | 2002 RG133  | ۹ سپتامبر ۲۰۰۲  |
| ۱۱۳۲۴۹ | 2002 RJ133  | ۹ سپتامبر ۲۰۰۲  |
| ۱۱۳۲۵۰ | 2002 RP133  | ۱۰ سپتامبر ۲۰۰۲ |
| ۱۱۳۲۵۱ | 2002 RQ133  | ۱۰ سپتامبر ۲۰۰۲ |
| ۱۱۳۲۵۲ | 2002 RF134  | ۱۰ سپتامبر ۲۰۰۲ |
| ۱۱۳۲۵۳ | 2002 RH134  | ۱۰ سپتامبر ۲۰۰۲ |
| ۱۱۳۲۵۴ | 2002 RW134  | ۱۰ سپتامبر ۲۰۰۲ |
| ۱۱۳۲۵۵ | 2002 RA137  | ۱۲ سپتامبر ۲۰۰۲ |
| ۱۱۳۲۵۶ | 2002 RF138  | ۱۳ سپتامبر ۲۰۰۲ |
| ۱۱۳۲۵۷ | 2002 RD139  | ۱۰ سپتامبر ۲۰۰۲ |
| ۱۱۳۲۵۸ | 2002 RB140  | ۱۰ سپتامبر ۲۰۰۲ |
| ۱۱۳۲۵۹ | 2002 RF140  | ۱۰ سپتامبر ۲۰۰۲ |
| ۱۱۳۲۶۰ | 2002 RG141  | ۱۰ سپتامبر ۲۰۰۲ |
| ۱۱۳۲۶۱ | 2002 RH141  | ۱۰ سپتامبر ۲۰۰۲ |
| ۱۱۳۲۶۲ | 2002 RU142  | ۱۱ سپتامبر ۲۰۰۲ |
| ۱۱۳۲۶۳ | 2002 RU144  | ۱۱ سپتامبر ۲۰۰۲ |
| ۱۱۳۲۶۴ | 2002 RC150  | ۱۱ سپتامبر ۲۰۰۲ |
| ۱۱۳۲۶۵ | 2002 RK150  | ۱۱ سپتامبر ۲۰۰۲ |
| ۱۱۳۲۶۶ | 2002 RM150  | ۱۱ سپتامبر ۲۰۰۲ |
| ۱۱۳۲۶۷ | 2002 RT150  | ۱۲ سپتامبر ۲۰۰۲ |
| ۱۱۳۲۶۸ | 2002 RE151  | ۱۲ سپتامبر ۲۰۰۲ |
| ۱۱۳۲۶۹ | 2002 RN151  | ۱۲ سپتامبر ۲۰۰۲ |
| ۱۱۳۲۷۰ | 2002 RN152  | ۱۲ سپتامبر ۲۰۰۲ |
| ۱۱۳۲۷۱ | 2002 RE153  | ۱۲ سپتامبر ۲۰۰۲ |
| ۱۱۳۲۷۲ | 2002 RP154  | ۱۰ سپتامبر ۲۰۰۲ |
| ۱۱۳۲۷۳ | 2002 RR154  | ۱۰ سپتامبر ۲۰۰۲ |
| ۱۱۳۲۷۴ | 2002 RY154  | ۱۰ سپتامبر ۲۰۰۲ |
| ۱۱۳۲۷۵ | 2002 RA155  | ۱۰ سپتامبر ۲۰۰۲ |
| ۱۱۳۲۷۶ | 2002 RB158  | ۱۱ سپتامبر ۲۰۰۲ |
| ۱۱۳۲۷۷ | 2002 RE159  | ۱۱ سپتامبر ۲۰۰۲ |
| ۱۱۳۲۷۸ | 2002 RM159  | ۱۱ سپتامبر ۲۰۰۲ |
| ۱۱۳۲۷۹ | 2002 RN159  | ۱۱ سپتامبر ۲۰۰۲ |
| ۱۱۳۲۸۰ | 2002 RQ159  | ۱۱ سپتامبر ۲۰۰۲ |
| ۱۱۳۲۸۱ | 2002 RA160  | ۱۲ سپتامبر ۲۰۰۲ |
| ۱۱۳۲۸۲ | 2002 RU161  | ۱۲ سپتامبر ۲۰۰۲ |
| ۱۱۳۲۸۳ | 2002 RT162  | ۱۲ سپتامبر ۲۰۰۲ |
| ۱۱۳۲۸۴ | 2002 RF164  | ۱۲ سپتامبر ۲۰۰۲ |
| ۱۱۳۲۸۵ | 2002 RQ164  | ۱۲ سپتامبر ۲۰۰۲ |
| ۱۱۳۲۸۶ | 2002 RW166  | ۱۳ سپتامبر ۲۰۰۲ |
| ۱۱۳۲۸۷ | 2002 RH170  | ۱۳ سپتامبر ۲۰۰۲ |
| ۱۱۳۲۸۸ | 2002 RP171  | ۱۳ سپتامبر ۲۰۰۲ |
| ۱۱۳۲۸۹ | 2002 RR171  | ۱۳ سپتامبر ۲۰۰۲ |
| ۱۱۳۲۹۰ | 2002 RJ172  | ۱۳ سپتامبر ۲۰۰۲ |
| ۱۱۳۲۹۱ | 2002 RT172  | ۱۳ سپتامبر ۲۰۰۲ |
| ۱۱۳۲۹۲ | 2002 RB173  | ۱۳ سپتامبر ۲۰۰۲ |
| ۱۱۳۲۹۳ | 2002 RF173  | ۱۳ سپتامبر ۲۰۰۲ |
| ۱۱۳۲۹۴ | 2002 RL175  | ۱۳ سپتامبر ۲۰۰۲ |
| ۱۱۳۲۹۵ | 2002 RA176  | ۱۳ سپتامبر ۲۰۰۲ |
| ۱۱۳۲۹۶ | 2002 RJ177  | ۱۳ سپتامبر ۲۰۰۲ |
| ۱۱۳۲۹۷ | 2002 RL178  | ۱۴ سپتامبر ۲۰۰۲ |
| ۱۱۳۲۹۸ | 2002 RQ178  | ۱۴ سپتامبر ۲۰۰۲ |
| ۱۱۳۲۹۹ | 2002 RE182  | ۱۱ سپتامبر ۲۰۰۲ |
| ۱۱۳۳۰۰ | 2002 RQ182  | ۱۱ سپتامبر ۲۰۰۲ |
| ۱۱۳۳۰۱ | 2002 RC183  | ۱۱ سپتامبر ۲۰۰۲ |
| ۱۱۳۳۰۲ | 2002 RX184  | ۱۲ سپتامبر ۲۰۰۲ |
| ۱۱۳۳۰۳ | 2002 RC185  | ۱۲ سپتامبر ۲۰۰۲ |
| ۱۱۳۳۰۴ | 2002 RT185  | ۱۲ سپتامبر ۲۰۰۲ |
| ۱۱۳۳۰۵ | 2002 RD186  | ۱۲ سپتامبر ۲۰۰۲ |
| ۱۱۳۳۰۶ | 2002 RQ186  | ۱۲ سپتامبر ۲۰۰۲ |
| ۱۱۳۳۰۷ | 2002 RS186  | ۱۲ سپتامبر ۲۰۰۲ |
| ۱۱۳۳۰۸ | 2002 RM187  | ۱۱ سپتامبر ۲۰۰۲ |
| ۱۱۳۳۰۹ | 2002 RN187  | ۱۱ سپتامبر ۲۰۰۲ |
| ۱۱۳۳۱۰ | 2002 RT187  | ۱۲ سپتامبر ۲۰۰۲ |
| ۱۱۳۳۱۱ | 2002 RK189  | ۱۴ سپتامبر ۲۰۰۲ |
| ۱۱۳۳۱۲ | 2002 RF190  | ۱۴ سپتامبر ۲۰۰۲ |
| ۱۱۳۳۱۳ | 2002 RJ190  | ۱۴ سپتامبر ۲۰۰۲ |
| ۱۱۳۳۱۴ | 2002 RT193  | ۱۲ سپتامبر ۲۰۰۲ |
| ۱۱۳۳۱۵ | 2002 RD197  | ۱۲ سپتامبر ۲۰۰۲ |
| ۱۱۳۳۱۶ | 2002 RX199  | ۱۳ سپتامبر ۲۰۰۲ |
| ۱۱۳۳۱۷ | 2002 RL200  | ۱۳ سپتامبر ۲۰۰۲ |
| ۱۱۳۳۱۸ | 2002 RX200  | ۱۳ سپتامبر ۲۰۰۲ |
| ۱۱۳۳۱۹ | 2002 RZ200  | ۱۳ سپتامبر ۲۰۰۲ |
| ۱۱۳۳۲۰ | 2002 RN203  | ۱۴ سپتامبر ۲۰۰۲ |
| ۱۱۳۳۲۱ | 2002 RE204  | ۱۴ سپتامبر ۲۰۰۲ |
| ۱۱۳۳۲۲ | 2002 RA205  | ۱۴ سپتامبر ۲۰۰۲ |
| ۱۱۳۳۲۳ | 2002 RF205  | ۱۴ سپتامبر ۲۰۰۲ |
| ۱۱۳۳۲۴ | 2002 RO205  | ۱۴ سپتامبر ۲۰۰۲ |
| ۱۱۳۳۲۵ | 2002 RQ205  | ۱۴ سپتامبر ۲۰۰۲ |
| ۱۱۳۳۲۶ | 2002 RT205  | ۱۴ سپتامبر ۲۰۰۲ |
| ۱۱۳۳۲۷ | 2002 RL206  | ۱۴ سپتامبر ۲۰۰۲ |
| ۱۱۳۳۲۸ | 2002 RR207  | ۱۴ سپتامبر ۲۰۰۲ |
| ۱۱۳۳۲۹ | 2002 RS207  | ۱۴ سپتامبر ۲۰۰۲ |
| ۱۱۳۳۳۰ | 2002 RU207  | ۱۴ سپتامبر ۲۰۰۲ |
| ۱۱۳۳۳۱ | 2002 RN209  | ۱۴ سپتامبر ۲۰۰۲ |
| ۱۱۳۳۳۲ | 2002 RP209  | ۱۴ سپتامبر ۲۰۰۲ |
| ۱۱۳۳۳۳ | 2002 RR211  | ۱۳ سپتامبر ۲۰۰۲ |
| ۱۱۳۳۳۴ | 2002 RE213  | ۱۲ سپتامبر ۲۰۰۲ |
| ۱۱۳۳۳۵ | 2002 RK213  | ۱۳ سپتامبر ۲۰۰۲ |
| ۱۱۳۳۳۶ | 2002 RC214  | ۱۳ سپتامبر ۲۰۰۲ |
| ۱۱۳۳۳۷ | 2002 RQ214  | ۱۳ سپتامبر ۲۰۰۲ |
| ۱۱۳۳۳۸ | 2002 RD215  | ۱۳ سپتامبر ۲۰۰۲ |
| ۱۱۳۳۳۹ | 2002 RU216  | ۱۳ سپتامبر ۲۰۰۲ |
| ۱۱۳۳۴۰ | 2002 RE217  | ۱۴ سپتامبر ۲۰۰۲ |
| ۱۱۳۳۴۱ | 2002 RQ222  | ۱۵ سپتامبر ۲۰۰۲ |
| ۱۱۳۳۴۲ | 2002 RS222  | ۱۵ سپتامبر ۲۰۰۲ |
| ۱۱۳۳۴۳ | 2002 RE226  | ۱۳ سپتامبر ۲۰۰۲ |
| ۱۱۳۳۴۴ | 2002 RT227  | ۱۴ سپتامبر ۲۰۰۲ |
| ۱۱۳۳۴۵ | 2002 RY229  | ۱۴ سپتامبر ۲۰۰۲ |
| ۱۱۳۳۴۶ | 2002 RE233  | ۱۴ سپتامبر ۲۰۰۲ |
| ۱۱۳۳۴۷ | 2002 RG233  | ۱۴ سپتامبر ۲۰۰۲ |
| ۱۱۳۳۴۸ | 2002 RR233  | ۱۴ سپتامبر ۲۰۰۲ |
| ۱۱۳۳۴۹ | 2002 RJ234  | ۱۵ سپتامبر ۲۰۰۲ |
| ۱۱۳۳۵۰ | 2002 RG235  | ۱۴ سپتامبر ۲۰۰۲ |
| ۱۱۳۳۵۱ | 2002 RH235  | ۱۴ سپتامبر ۲۰۰۲ |
| ۱۱۳۳۵۲ | 2002 RX235  | ۱۴ سپتامبر ۲۰۰۲ |
| ۱۱۳۳۵۳ | 2002 RB236  | ۹ سپتامبر ۲۰۰۲  |
| ۱۱۳۳۵۴ | 2002 RQ237  | ۱ سپتامبر ۲۰۰۲  |
| ۱۱۳۳۵۵ | Gessler     | ۱۴ سپتامبر ۲۰۰۲ |
| ۱۱۳۳۵۶ | 2002 RO244  | ۱۴ سپتامبر ۲۰۰۲ |
| ۱۱۳۳۵۷ | 2002 RN245  | ۱ سپتامبر ۲۰۰۲  |
| ۱۱۳۳۵۸ | 2002 RU245  | ۱ سپتامبر ۲۰۰۲  |
| ۱۱۳۳۵۹ | 2002 RY245  | ۱ سپتامبر ۲۰۰۲  |
| ۱۱۳۳۶۰ | 2002 SC1    | ۲۶ سپتامبر ۲۰۰۲ |
| ۱۱۳۳۶۱ | 2002 SH1    | ۲۶ سپتامبر ۲۰۰۲ |
| ۱۱۳۳۶۲ | 2002 SR1    | ۲۶ سپتامبر ۲۰۰۲ |
| ۱۱۳۳۶۳ | 2002 SS1    | ۲۶ سپتامبر ۲۰۰۲ |
| ۱۱۳۳۶۴ | 2002 SJ2    | ۲۶ سپتامبر ۲۰۰۲ |
| ۱۱۳۳۶۵ | 2002 SL2    | ۲۶ سپتامبر ۲۰۰۲ |
| ۱۱۳۳۶۶ | 2002 SV2    | ۲۷ سپتامبر ۲۰۰۲ |
| ۱۱۳۳۶۷ | 2002 SY2    | ۲۷ سپتامبر ۲۰۰۲ |
| ۱۱۳۳۶۸ | 2002 SZ2    | ۲۷ سپتامبر ۲۰۰۲ |
| ۱۱۳۳۶۹ | 2002 SQ3    | ۲۶ سپتامبر ۲۰۰۲ |
| ۱۱۳۳۷۰ | 2002 ST3    | ۲۶ سپتامبر ۲۰۰۲ |
| ۱۱۳۳۷۱ | 2002 SC6    | ۲۷ سپتامبر ۲۰۰۲ |
| ۱۱۳۳۷۲ | 2002 SK6    | ۲۷ سپتامبر ۲۰۰۲ |
| ۱۱۳۳۷۳ | 2002 SS6    | ۲۷ سپتامبر ۲۰۰۲ |
| ۱۱۳۳۷۴ | 2002 SB8    | ۲۷ سپتامبر ۲۰۰۲ |
| ۱۱۳۳۷۵ | 2002 SE8    | ۲۷ سپتامبر ۲۰۰۲ |
| ۱۱۳۳۷۶ | 2002 ST8    | ۲۷ سپتامبر ۲۰۰۲ |
| ۱۱۳۳۷۷ | 2002 SG9    | ۲۷ سپتامبر ۲۰۰۲ |
| ۱۱۳۳۷۸ | 2002 SM9    | ۲۷ سپتامبر ۲۰۰۲ |
| ۱۱۳۳۷۹ | 2002 SR9    | ۲۷ سپتامبر ۲۰۰۲ |
| ۱۱۳۳۸۰ | 2002 SN10   | ۲۷ سپتامبر ۲۰۰۲ |
| ۱۱۳۳۸۱ | 2002 SC11   | ۲۷ سپتامبر ۲۰۰۲ |
| ۱۱۳۳۸۲ | 2002 SW12   | ۲۷ سپتامبر ۲۰۰۲ |
| ۱۱۳۳۸۳ | 2002 ST14   | ۲۷ سپتامبر ۲۰۰۲ |
| ۱۱۳۳۸۴ | 2002 SW14   | ۲۷ سپتامبر ۲۰۰۲ |
| ۱۱۳۳۸۵ | 2002 SS15   | ۲۷ سپتامبر ۲۰۰۲ |
| ۱۱۳۳۸۶ | 2002 SV15   | ۲۷ سپتامبر ۲۰۰۲ |
| ۱۱۳۳۸۷ | 2002 SH16   | ۲۷ سپتامبر ۲۰۰۲ |
| ۱۱۳۳۸۸ | 2002 SS16   | ۲۸ سپتامبر ۲۰۰۲ |
| ۱۱۳۳۸۹ | 2002 SF17   | ۲۸ سپتامبر ۲۰۰۲ |
| ۱۱۳۳۹۰ | Helvetia    | ۲۹ سپتامبر ۲۰۰۲ |
| ۱۱۳۳۹۱ | 2002 SG20   | ۲۶ سپتامبر ۲۰۰۲ |
| ۱۱۳۳۹۲ | 2002 SG21   | ۲۶ سپتامبر ۲۰۰۲ |
| ۱۱۳۳۹۳ | 2002 SJ21   | ۲۶ سپتامبر ۲۰۰۲ |
| ۱۱۳۳۹۴ | 2002 SN21   | ۲۶ سپتامبر ۲۰۰۲ |
| ۱۱۳۳۹۵ | 2002 SZ21   | ۲۶ سپتامبر ۲۰۰۲ |
| ۱۱۳۳۹۶ | 2002 SA22   | ۲۶ سپتامبر ۲۰۰۲ |
| ۱۱۳۳۹۷ | 2002 SH22   | ۲۶ سپتامبر ۲۰۰۲ |
| ۱۱۳۳۹۸ | 2002 SL22   | ۲۶ سپتامبر ۲۰۰۲ |
| ۱۱۳۳۹۹ | 2002 SM22   | ۲۶ سپتامبر ۲۰۰۲ |
| ۱۱۳۴۰۰ | 2002 ST22   | ۲۶ سپتامبر ۲۰۰۲ |
| ۱۱۳۴۰۱ | 2002 SV22   | ۲۶ سپتامبر ۲۰۰۲ |
| ۱۱۳۴۰۲ | 2002 SW22   | ۲۶ سپتامبر ۲۰۰۲ |
| ۱۱۳۴۰۳ | 2002 ST23   | ۲۷ سپتامبر ۲۰۰۲ |
| ۱۱۳۴۰۴ | 2002 SA24   | ۲۷ سپتامبر ۲۰۰۲ |
| ۱۱۳۴۰۵ | 2002 SS24   | ۲۸ سپتامبر ۲۰۰۲ |
| ۱۱۳۴۰۶ | 2002 SU24   | ۲۸ سپتامبر ۲۰۰۲ |
| ۱۱۳۴۰۷ | 2002 SZ24   | ۲۸ سپتامبر ۲۰۰۲ |
| ۱۱۳۴۰۸ | 2002 ST25   | ۲۸ سپتامبر ۲۰۰۲ |
| ۱۱۳۴۰۹ | 2002 SU25   | ۲۸ سپتامبر ۲۰۰۲ |
| ۱۱۳۴۱۰ | 2002 SY25   | ۲۸ سپتامبر ۲۰۰۲ |
| ۱۱۳۴۱۱ | 2002 SD26   | ۲۸ سپتامبر ۲۰۰۲ |
| ۱۱۳۴۱۲ | 2002 SG26   | ۲۸ سپتامبر ۲۰۰۲ |
| ۱۱۳۴۱۳ | 2002 SG27   | ۲۹ سپتامبر ۲۰۰۲ |
| ۱۱۳۴۱۴ | 2002 SS27   | ۲۹ سپتامبر ۲۰۰۲ |
| ۱۱۳۴۱۵ | Rauracia    | ۳۰ سپتامبر ۲۰۰۲ |
| ۱۱۳۴۱۶ | 2002 SH29   | ۲۸ سپتامبر ۲۰۰۲ |
| ۱۱۳۴۱۷ | 2002 SE30   | ۲۸ سپتامبر ۲۰۰۲ |
| ۱۱۳۴۱۸ | 2002 SJ33   | ۲۸ سپتامبر ۲۰۰۲ |
| ۱۱۳۴۱۹ | 2002 SM33   | ۲۸ سپتامبر ۲۰۰۲ |
| ۱۱۳۴۲۰ | 2002 SE34   | ۲۹ سپتامبر ۲۰۰۲ |
| ۱۱۳۴۲۱ | 2002 SK34   | ۲۹ سپتامبر ۲۰۰۲ |
| ۱۱۳۴۲۲ | 2002 SQ36   | ۲۹ سپتامبر ۲۰۰۲ |
| ۱۱۳۴۲۳ | 2002 SS36   | ۲۹ سپتامبر ۲۰۰۲ |
| ۱۱۳۴۲۴ | 2002 SU36   | ۲۹ سپتامبر ۲۰۰۲ |
| ۱۱۳۴۲۵ | 2002 SH37   | ۲۹ سپتامبر ۲۰۰۲ |
| ۱۱۳۴۲۶ | 2002 SR37   | ۲۹ سپتامبر ۲۰۰۲ |
| ۱۱۳۴۲۷ | 2002 SU37   | ۲۹ سپتامبر ۲۰۰۲ |
| ۱۱۳۴۲۸ | 2002 SG38   | ۳۰ سپتامبر ۲۰۰۲ |
| ۱۱۳۴۲۹ | 2002 SV38   | ۳۰ سپتامبر ۲۰۰۲ |
| ۱۱۳۴۳۰ | 2002 SD39   | ۳۰ سپتامبر ۲۰۰۲ |
| ۱۱۳۴۳۱ | 2002 SK39   | ۳۰ سپتامبر ۲۰۰۲ |
| ۱۱۳۴۳۲ | 2002 SO39   | ۳۰ سپتامبر ۲۰۰۲ |
| ۱۱۳۴۳۳ | 2002 SR39   | ۳۰ سپتامبر ۲۰۰۲ |
| ۱۱۳۴۳۴ | 2002 SW39   | ۳۰ سپتامبر ۲۰۰۲ |
| ۱۱۳۴۳۵ | 2002 SX39   | ۳۰ سپتامبر ۲۰۰۲ |
| ۱۱۳۴۳۶ | 2002 SS40   | ۳۰ سپتامبر ۲۰۰۲ |
| ۱۱۳۴۳۷ | 2002 SY40   | ۳۰ سپتامبر ۲۰۰۲ |
| ۱۱۳۴۳۸ | 2002 SD41   | ۳۰ سپتامبر ۲۰۰۲ |
| ۱۱۳۴۳۹ | 2002 SJ42   | ۲۸ سپتامبر ۲۰۰۲ |
| ۱۱۳۴۴۰ | 2002 SR43   | ۲۸ سپتامبر ۲۰۰۲ |
| ۱۱۳۴۴۱ | 2002 ST43   | ۲۹ سپتامبر ۲۰۰۲ |
| ۱۱۳۴۴۲ | 2002 SU43   | ۲۹ سپتامبر ۲۰۰۲ |
| ۱۱۳۴۴۳ | 2002 SX43   | ۲۹ سپتامبر ۲۰۰۲ |
| ۱۱۳۴۴۴ | 2002 SH44   | ۲۹ سپتامبر ۲۰۰۲ |
| ۱۱۳۴۴۵ | 2002 SL44   | ۲۹ سپتامبر ۲۰۰۲ |
| ۱۱۳۴۴۶ | 2002 SN44   | ۲۹ سپتامبر ۲۰۰۲ |
| ۱۱۳۴۴۷ | 2002 ST45   | ۲۹ سپتامبر ۲۰۰۲ |
| ۱۱۳۴۴۸ | 2002 SZ45   | ۲۹ سپتامبر ۲۰۰۲ |
| ۱۱۳۴۴۹ | 2002 SB46   | ۲۹ سپتامبر ۲۰۰۲ |
| ۱۱۳۴۵۰ | 2002 SQ46   | ۲۹ سپتامبر ۲۰۰۲ |
| ۱۱۳۴۵۱ | 2002 SB47   | ۲۹ سپتامبر ۲۰۰۲ |
| ۱۱۳۴۵۲ | 2002 SF47   | ۳۰ سپتامبر ۲۰۰۲ |
| ۱۱۳۴۵۳ | 2002 SZ47   | ۳۰ سپتامبر ۲۰۰۲ |
| ۱۱۳۴۵۴ | 2002 SF48   | ۳۰ سپتامبر ۲۰۰۲ |
| ۱۱۳۴۵۵ | 2002 SR48   | ۳۰ سپتامبر ۲۰۰۲ |
| ۱۱۳۴۵۶ | 2002 SV48   | ۳۰ سپتامبر ۲۰۰۲ |
| ۱۱۳۴۵۷ | 2002 SB49   | ۳۰ سپتامبر ۲۰۰۲ |
| ۱۱۳۴۵۸ | 2002 SH49   | ۳۰ سپتامبر ۲۰۰۲ |
| ۱۱۳۴۵۹ | 2002 SN50   | ۳۰ سپتامبر ۲۰۰۲ |
| ۱۱۳۴۶۰ | 2002 SV50   | ۳۰ سپتامبر ۲۰۰۲ |
| ۱۱۳۴۶۱ | 2002 SX50   | ۳۰ سپتامبر ۲۰۰۲ |
| ۱۱۳۴۶۲ | 2002 SF51   | ۱۶ سپتامبر ۲۰۰۲ |
| ۱۱۳۴۶۳ | 2002 SR51   | ۱۷ سپتامبر ۲۰۰۲ |
| ۱۱۳۴۶۴ | 2002 SO53   | ۱۹ سپتامبر ۲۰۰۲ |
| ۱۱۳۴۶۵ | 2002 SX53   | ۲۱ سپتامبر ۲۰۰۲ |
| ۱۱۳۴۶۶ | 2002 SH54   | ۳۰ سپتامبر ۲۰۰۲ |
| ۱۱۳۴۶۷ | 2002 SO54   | ۳۰ سپتامبر ۲۰۰۲ |
| ۱۱۳۴۶۸ | 2002 SP55   | ۳۰ سپتامبر ۲۰۰۲ |
| ۱۱۳۴۶۹ | 2002 ST55   | ۳۰ سپتامبر ۲۰۰۲ |
| ۱۱۳۴۷۰ | 2002 SX55   | ۳۰ سپتامبر ۲۰۰۲ |
| ۱۱۳۴۷۱ | 2002 SY55   | ۳۰ سپتامبر ۲۰۰۲ |
| ۱۱۳۴۷۲ | 2002 SU56   | ۳۰ سپتامبر ۲۰۰۲ |
| ۱۱۳۴۷۳ | 2002 SB57   | ۳۰ سپتامبر ۲۰۰۲ |
| ۱۱۳۴۷۴ | 2002 ST57   | ۳۰ سپتامبر ۲۰۰۲ |
| ۱۱۳۴۷۵ | 2002 SV57   | ۳۰ سپتامبر ۲۰۰۲ |
| ۱۱۳۴۷۶ | 2002 SM58   | ۳۰ سپتامبر ۲۰۰۲ |
| ۱۱۳۴۷۷ | 2002 SS58   | ۳۰ سپتامبر ۲۰۰۲ |
| ۱۱۳۴۷۸ | 2002 ST63   | ۲۵ سپتامبر ۲۰۰۲ |
| ۱۱۳۴۷۸ | 2002 TF     | ۱ اکتبر ۲۰۰۲    |
| ۱۱۳۴۷۸ | 2002 TH     | ۱ اکتبر ۲۰۰۲    |
| ۱۱۳۴۷۸ | 2002 TL     | ۱ اکتبر ۲۰۰۲    |
| ۱۱۳۴۷۸ | 2002 TN     | ۱ اکتبر ۲۰۰۲    |
| ۱۱۳۴۷۸ | 2002 TO     | ۱ اکتبر ۲۰۰۲    |
| ۱۱۳۴۸۴ | 2002 TQ1    | ۱ اکتبر ۲۰۰۲    |
| ۱۱۳۴۸۵ | 2002 TX1    | ۱ اکتبر ۲۰۰۲    |
| ۱۱۳۴۸۶ | 2002 TE2    | ۱ اکتبر ۲۰۰۲    |
| ۱۱۳۴۸۷ | 2002 TL2    | ۱ اکتبر ۲۰۰۲    |
| ۱۱۳۴۸۸ | 2002 TR2    | ۱ اکتبر ۲۰۰۲    |
| ۱۱۳۴۸۹ | 2002 TW2    | ۱ اکتبر ۲۰۰۲    |
| ۱۱۳۴۹۰ | 2002 TB3    | ۱ اکتبر ۲۰۰۲    |
| ۱۱۳۴۹۱ | 2002 TV3    | ۱ اکتبر ۲۰۰۲    |
| ۱۱۳۴۹۲ | 2002 TW3    | ۱ اکتبر ۲۰۰۲    |
| ۱۱۳۴۹۳ | 2002 TB4    | ۱ اکتبر ۲۰۰۲    |
| ۱۱۳۴۹۴ | 2002 TK4    | ۱ اکتبر ۲۰۰۲    |
| ۱۱۳۴۹۵ | 2002 TD5    | ۱ اکتبر ۲۰۰۲    |
| ۱۱۳۴۹۶ | 2002 TF5    | ۱ اکتبر ۲۰۰۲    |
| ۱۱۳۴۹۷ | 2002 TQ5    | ۱ اکتبر ۲۰۰۲    |
| ۱۱۳۴۹۸ | 2002 TU5    | ۱ اکتبر ۲۰۰۲    |
| ۱۱۳۴۹۹ | 2002 TA6    | ۱ اکتبر ۲۰۰۲    |
| ۱۱۳۵۰۰ | 2002 TO6    | ۱ اکتبر ۲۰۰۲    |
| ۱۱۳۵۰۱ | 2002 TS6    | ۱ اکتبر ۲۰۰۲    |
| ۱۱۳۵۰۲ | 2002 TY6    | ۱ اکتبر ۲۰۰۲    |
| ۱۱۳۵۰۳ | 2002 TA7    | ۱ اکتبر ۲۰۰۲    |
| ۱۱۳۵۰۴ | 2002 TC7    | ۱ اکتبر ۲۰۰۲    |
| ۱۱۳۵۰۵ | 2002 TJ7    | ۱ اکتبر ۲۰۰۲    |
| ۱۱۳۵۰۶ | 2002 TL7    | ۱ اکتبر ۲۰۰۲    |
| ۱۱۳۵۰۷ | 2002 TS7    | ۱ اکتبر ۲۰۰۲    |
| ۱۱۳۵۰۸ | 2002 TG8    | ۱ اکتبر ۲۰۰۲    |
| ۱۱۳۵۰۹ | 2002 TK8    | ۱ اکتبر ۲۰۰۲    |
| ۱۱۳۵۱۰ | 2002 TP8    | ۱ اکتبر ۲۰۰۲    |
| ۱۱۳۵۱۱ | 2002 TT9    | ۱ اکتبر ۲۰۰۲    |
| ۱۱۳۵۱۲ | 2002 TS11   | ۱ اکتبر ۲۰۰۲    |
| ۱۱۳۵۱۳ | 2002 TP12   | ۱ اکتبر ۲۰۰۲    |
| ۱۱۳۵۱۴ | 2002 TY12   | ۱ اکتبر ۲۰۰۲    |
| ۱۱۳۵۱۵ | 2002 TT13   | ۱ اکتبر ۲۰۰۲    |
| ۱۱۳۵۱۶ | 2002 TU13   | ۱ اکتبر ۲۰۰۲    |
| ۱۱۳۵۱۷ | 2002 TW13   | ۱ اکتبر ۲۰۰۲    |
| ۱۱۳۵۱۸ | 2002 TC14   | ۱ اکتبر ۲۰۰۲    |
| ۱۱۳۵۱۹ | 2002 TB15   | ۱ اکتبر ۲۰۰۲    |
| ۱۱۳۵۲۰ | 2002 TR15   | ۲ اکتبر ۲۰۰۲    |
| ۱۱۳۵۲۱ | 2002 TH16   | ۲ اکتبر ۲۰۰۲    |
| ۱۱۳۵۲۲ | 2002 TL16   | ۲ اکتبر ۲۰۰۲    |
| ۱۱۳۵۲۳ | 2002 TV16   | ۲ اکتبر ۲۰۰۲    |
| ۱۱۳۵۲۴ | 2002 TV17   | ۲ اکتبر ۲۰۰۲    |
| ۱۱۳۵۲۵ | 2002 TD19   | ۲ اکتبر ۲۰۰۲    |
| ۱۱۳۵۲۶ | 2002 TK19   | ۲ اکتبر ۲۰۰۲    |
| ۱۱۳۵۲۷ | 2002 TO19   | ۲ اکتبر ۲۰۰۲    |
| ۱۱۳۵۲۸ | 2002 TP19   | ۲ اکتبر ۲۰۰۲    |
| ۱۱۳۵۲۹ | 2002 TY19   | ۲ اکتبر ۲۰۰۲    |
| ۱۱۳۵۳۰ | 2002 TK20   | ۲ اکتبر ۲۰۰۲    |
| ۱۱۳۵۳۱ | 2002 TQ20   | ۲ اکتبر ۲۰۰۲    |
| ۱۱۳۵۳۲ | 2002 TX20   | ۲ اکتبر ۲۰۰۲    |
| ۱۱۳۵۳۳ | 2002 TL21   | ۲ اکتبر ۲۰۰۲    |
| ۱۱۳۵۳۴ | 2002 TN21   | ۲ اکتبر ۲۰۰۲    |
| ۱۱۳۵۳۵ | 2002 TZ22   | ۲ اکتبر ۲۰۰۲    |
| ۱۱۳۵۳۶ | 2002 TY23   | ۲ اکتبر ۲۰۰۲    |
| ۱۱۳۵۳۷ | 2002 TZ23   | ۲ اکتبر ۲۰۰۲    |
| ۱۱۳۵۳۸ | 2002 TE24   | ۲ اکتبر ۲۰۰۲    |
| ۱۱۳۵۳۹ | 2002 TF24   | ۲ اکتبر ۲۰۰۲    |
| ۱۱۳۵۴۰ | 2002 TT24   | ۲ اکتبر ۲۰۰۲    |
| ۱۱۳۵۴۱ | 2002 TU25   | ۲ اکتبر ۲۰۰۲    |
| ۱۱۳۵۴۲ | 2002 TO26   | ۲ اکتبر ۲۰۰۲    |
| ۱۱۳۵۴۳ | 2002 TD27   | ۲ اکتبر ۲۰۰۲    |
| ۱۱۳۵۴۴ | 2002 TE27   | ۲ اکتبر ۲۰۰۲    |
| ۱۱۳۵۴۵ | 2002 TN27   | ۲ اکتبر ۲۰۰۲    |
| ۱۱۳۵۴۶ | 2002 TR27   | ۲ اکتبر ۲۰۰۲    |
| ۱۱۳۵۴۷ | 2002 TX27   | ۲ اکتبر ۲۰۰۲    |
| ۱۱۳۵۴۸ | 2002 TY27   | ۲ اکتبر ۲۰۰۲    |
| ۱۱۳۵۴۹ | 2002 TF28   | ۲ اکتبر ۲۰۰۲    |
| ۱۱۳۵۵۰ | 2002 TJ28   | ۲ اکتبر ۲۰۰۲    |
| ۱۱۳۵۵۱ | 2002 TK28   | ۲ اکتبر ۲۰۰۲    |
| ۱۱۳۵۵۲ | 2002 TZ28   | ۲ اکتبر ۲۰۰۲    |
| ۱۱۳۵۵۳ | 2002 TN29   | ۲ اکتبر ۲۰۰۲    |
| ۱۱۳۵۵۴ | 2002 TZ29   | ۲ اکتبر ۲۰۰۲    |
| ۱۱۳۵۵۵ | 2002 TU30   | ۲ اکتبر ۲۰۰۲    |
| ۱۱۳۵۵۶ | 2002 TH31   | ۲ اکتبر ۲۰۰۲    |
| ۱۱۳۵۵۷ | 2002 TP31   | ۲ اکتبر ۲۰۰۲    |
| ۱۱۳۵۵۸ | 2002 TS31   | ۲ اکتبر ۲۰۰۲    |
| ۱۱۳۵۵۹ | 2002 TT31   | ۲ اکتبر ۲۰۰۲    |
| ۱۱۳۵۶۰ | 2002 TA32   | ۲ اکتبر ۲۰۰۲    |
| ۱۱۳۵۶۱ | 2002 TY33   | ۲ اکتبر ۲۰۰۲    |
| ۱۱۳۵۶۲ | 2002 TC34   | ۲ اکتبر ۲۰۰۲    |
| ۱۱۳۵۶۳ | 2002 TO34   | ۲ اکتبر ۲۰۰۲    |
| ۱۱۳۵۶۴ | 2002 TC35   | ۲ اکتبر ۲۰۰۲    |
| ۱۱۳۵۶۵ | 2002 TP35   | ۲ اکتبر ۲۰۰۲    |
| ۱۱۳۵۶۶ | 2002 TG36   | ۲ اکتبر ۲۰۰۲    |
| ۱۱۳۵۶۷ | 2002 TV36   | ۲ اکتبر ۲۰۰۲    |
| ۱۱۳۵۶۸ | 2002 TY36   | ۲ اکتبر ۲۰۰۲    |
| ۱۱۳۵۶۹ | 2002 TZ36   | ۲ اکتبر ۲۰۰۲    |
| ۱۱۳۵۷۰ | 2002 TP37   | ۲ اکتبر ۲۰۰۲    |
| ۱۱۳۵۷۱ | 2002 TY37   | ۲ اکتبر ۲۰۰۲    |
| ۱۱۳۵۷۲ | 2002 TL38   | ۲ اکتبر ۲۰۰۲    |
| ۱۱۳۵۷۳ | 2002 TR39   | ۲ اکتبر ۲۰۰۲    |
| ۱۱۳۵۷۴ | 2002 TF40   | ۲ اکتبر ۲۰۰۲    |
| ۱۱۳۵۷۵ | 2002 TO40   | ۲ اکتبر ۲۰۰۲    |
| ۱۱۳۵۷۶ | 2002 TC41   | ۲ اکتبر ۲۰۰۲    |
| ۱۱۳۵۷۷ | 2002 TM41   | ۲ اکتبر ۲۰۰۲    |
| ۱۱۳۵۷۸ | 2002 TX41   | ۲ اکتبر ۲۰۰۲    |
| ۱۱۳۵۷۹ | 2002 TT42   | ۲ اکتبر ۲۰۰۲    |
| ۱۱۳۵۸۰ | 2002 TX42   | ۲ اکتبر ۲۰۰۲    |
| ۱۱۳۵۸۱ | 2002 TU43   | ۲ اکتبر ۲۰۰۲    |
| ۱۱۳۵۸۲ | 2002 TQ44   | ۲ اکتبر ۲۰۰۲    |
| ۱۱۳۵۸۳ | 2002 TS45   | ۲ اکتبر ۲۰۰۲    |
| ۱۱۳۵۸۴ | 2002 TT45   | ۲ اکتبر ۲۰۰۲    |
| ۱۱۳۵۸۵ | 2002 TN46   | ۲ اکتبر ۲۰۰۲    |
| ۱۱۳۵۸۶ | 2002 TT46   | ۲ اکتبر ۲۰۰۲    |
| ۱۱۳۵۸۷ | 2002 TX46   | ۲ اکتبر ۲۰۰۲    |
| ۱۱۳۵۸۸ | 2002 TE47   | ۲ اکتبر ۲۰۰۲    |
| ۱۱۳۵۸۹ | 2002 TB48   | ۲ اکتبر ۲۰۰۲    |
| ۱۱۳۵۹۰ | 2002 TM48   | ۲ اکتبر ۲۰۰۲    |
| ۱۱۳۵۹۱ | 2002 TK49   | ۲ اکتبر ۲۰۰۲    |
| ۱۱۳۵۹۲ | 2002 TM49   | ۲ اکتبر ۲۰۰۲    |
| ۱۱۳۵۹۳ | 2002 TT49   | ۲ اکتبر ۲۰۰۲    |
| ۱۱۳۵۹۴ | 2002 TA50   | ۲ اکتبر ۲۰۰۲    |
| ۱۱۳۵۹۵ | 2002 TH50   | ۲ اکتبر ۲۰۰۲    |
| ۱۱۳۵۹۶ | 2002 TN50   | ۲ اکتبر ۲۰۰۲    |
| ۱۱۳۵۹۷ | 2002 TZ50   | ۲ اکتبر ۲۰۰۲    |
| ۱۱۳۵۹۸ | 2002 TL51   | ۲ اکتبر ۲۰۰۲    |
| ۱۱۳۵۹۹ | 2002 TW51   | ۲ اکتبر ۲۰۰۲    |
| ۱۱۳۶۰۰ | 2002 TX51   | ۲ اکتبر ۲۰۰۲    |
| ۱۱۳۶۰۱ | 2002 TY51   | ۲ اکتبر ۲۰۰۲    |
| ۱۱۳۶۰۲ | 2002 TF52   | ۲ اکتبر ۲۰۰۲    |
| ۱۱۳۶۰۳ | 2002 TR52   | ۲ اکتبر ۲۰۰۲    |
| ۱۱۳۶۰۴ | 2002 TV52   | ۲ اکتبر ۲۰۰۲    |
| ۱۱۳۶۰۵ | 2002 TD53   | ۲ اکتبر ۲۰۰۲    |
| ۱۱۳۶۰۶ | 2002 TO53   | ۲ اکتبر ۲۰۰۲    |
| ۱۱۳۶۰۷ | 2002 TQ53   | ۲ اکتبر ۲۰۰۲    |
| ۱۱۳۶۰۸ | 2002 TW53   | ۲ اکتبر ۲۰۰۲    |
| ۱۱۳۶۰۹ | 2002 TC54   | ۲ اکتبر ۲۰۰۲    |
| ۱۱۳۶۱۰ | 2002 TG54   | ۲ اکتبر ۲۰۰۲    |
| ۱۱۳۶۱۱ | 2002 TM54   | ۲ اکتبر ۲۰۰۲    |
| ۱۱۳۶۱۲ | 2002 TU54   | ۲ اکتبر ۲۰۰۲    |
| ۱۱۳۶۱۳ | 2002 TJ55   | ۲ اکتبر ۲۰۰۲    |
| ۱۱۳۶۱۴ | 2002 TN55   | ۲ اکتبر ۲۰۰۲    |
| ۱۱۳۶۱۵ | 2002 TO56   | ۳ اکتبر ۲۰۰۲    |
| ۱۱۳۶۱۶ | 2002 TU56   | ۲ اکتبر ۲۰۰۲    |
| ۱۱۳۶۱۷ | 2002 TJ57   | ۲ اکتبر ۲۰۰۲    |
| ۱۱۳۶۱۸ | 2002 TZ58   | ۴ اکتبر ۲۰۰۲    |
| ۱۱۳۶۱۹ | 2002 TU60   | ۳ اکتبر ۲۰۰۲    |
| ۱۱۳۶۲۰ | 2002 TR61   | ۳ اکتبر ۲۰۰۲    |
| ۱۱۳۶۲۱ | 2002 TA62   | ۳ اکتبر ۲۰۰۲    |
| ۱۱۳۶۲۲ | 2002 TE62   | ۳ اکتبر ۲۰۰۲    |
| ۱۱۳۶۲۳ | 2002 TO63   | ۳ اکتبر ۲۰۰۲    |
| ۱۱۳۶۲۴ | 2002 TD64   | ۴ اکتبر ۲۰۰۲    |
| ۱۱۳۶۲۵ | 2002 TD65   | ۲ اکتبر ۲۰۰۲    |
| ۱۱۳۶۲۶ | 2002 TZ65   | ۴ اکتبر ۲۰۰۲    |
| ۱۱۳۶۲۷ | 2002 TH67   | ۶ اکتبر ۲۰۰۲    |
| ۱۱۳۶۲۸ | 2002 TM70   | ۳ اکتبر ۲۰۰۲    |
| ۱۱۳۶۲۹ | 2002 TU70   | ۳ اکتبر ۲۰۰۲    |
| ۱۱۳۶۳۰ | 2002 TZ70   | ۳ اکتبر ۲۰۰۲    |
| ۱۱۳۶۳۱ | 2002 TB71   | ۳ اکتبر ۲۰۰۲    |
| ۱۱۳۶۳۲ | 2002 TA72   | ۳ اکتبر ۲۰۰۲    |
| ۱۱۳۶۳۳ | 2002 TN73   | ۳ اکتبر ۲۰۰۲    |
| ۱۱۳۶۳۴ | 2002 TW73   | ۳ اکتبر ۲۰۰۲    |
| ۱۱۳۶۳۵ | 2002 TG74   | ۳ اکتبر ۲۰۰۲    |
| ۱۱۳۶۳۶ | 2002 TH75   | ۱ اکتبر ۲۰۰۲    |
| ۱۱۳۶۳۷ | 2002 TK75   | ۱ اکتبر ۲۰۰۲    |
| ۱۱۳۶۳۸ | 2002 TC76   | ۱ اکتبر ۲۰۰۲    |
| ۱۱۳۶۳۹ | 2002 TK76   | ۱ اکتبر ۲۰۰۲    |
| ۱۱۳۶۴۰ | 2002 TM76   | ۱ اکتبر ۲۰۰۲    |
| ۱۱۳۶۴۱ | 2002 TY76   | ۱ اکتبر ۲۰۰۲    |
| ۱۱۳۶۴۲ | 2002 TT77   | ۱ اکتبر ۲۰۰۲    |
| ۱۱۳۶۴۳ | 2002 TV77   | ۱ اکتبر ۲۰۰۲    |
| ۱۱۳۶۴۴ | 2002 TG78   | ۱ اکتبر ۲۰۰۲    |
| ۱۱۳۶۴۵ | 2002 TN78   | ۱ اکتبر ۲۰۰۲    |
| ۱۱۳۶۴۶ | 2002 TS78   | ۱ اکتبر ۲۰۰۲    |
| ۱۱۳۶۴۷ | 2002 TU78   | ۱ اکتبر ۲۰۰۲    |
| ۱۱۳۶۴۸ | 2002 TR79   | ۱ اکتبر ۲۰۰۲    |
| ۱۱۳۶۴۹ | 2002 TX79   | ۱ اکتبر ۲۰۰۲    |
| ۱۱۳۶۵۰ | 2002 TT80   | ۱ اکتبر ۲۰۰۲    |
| ۱۱۳۶۵۱ | 2002 TW80   | ۱ اکتبر ۲۰۰۲    |
| ۱۱۳۶۵۲ | 2002 TR81   | ۱ اکتبر ۲۰۰۲    |
| ۱۱۳۶۵۳ | 2002 TY81   | ۱ اکتبر ۲۰۰۲    |
| ۱۱۳۶۵۴ | 2002 TH83   | ۲ اکتبر ۲۰۰۲    |
| ۱۱۳۶۵۵ | 2002 TK83   | ۲ اکتبر ۲۰۰۲    |
| ۱۱۳۶۵۶ | 2002 TY83   | ۲ اکتبر ۲۰۰۲    |
| ۱۱۳۶۵۷ | 2002 TV84   | ۲ اکتبر ۲۰۰۲    |
| ۱۱۳۶۵۸ | 2002 TH85   | ۲ اکتبر ۲۰۰۲    |
| ۱۱۳۶۵۹ | 2002 TQ85   | ۲ اکتبر ۲۰۰۲    |
| ۱۱۳۶۶۰ | 2002 TX85   | ۲ اکتبر ۲۰۰۲    |
| ۱۱۳۶۶۱ | 2002 TE86   | ۲ اکتبر ۲۰۰۲    |
| ۱۱۳۶۶۲ | 2002 TC88   | ۳ اکتبر ۲۰۰۲    |
| ۱۱۳۶۶۳ | 2002 TD88   | ۳ اکتبر ۲۰۰۲    |
| ۱۱۳۶۶۴ | 2002 TB89   | ۳ اکتبر ۲۰۰۲    |
| ۱۱۳۶۶۵ | 2002 TQ89   | ۳ اکتبر ۲۰۰۲    |
| ۱۱۳۶۶۶ | 2002 TA90   | ۳ اکتبر ۲۰۰۲    |
| ۱۱۳۶۶۷ | 2002 TB91   | ۳ اکتبر ۲۰۰۲    |
| ۱۱۳۶۶۸ | 2002 TN91   | ۳ اکتبر ۲۰۰۲    |
| ۱۱۳۶۶۹ | 2002 TO91   | ۳ اکتبر ۲۰۰۲    |
| ۱۱۳۶۷۰ | 2002 TK93   | ۳ اکتبر ۲۰۰۲    |
| ۱۱۳۶۷۱ | 2002 TM96   | ۱۳ اکتبر ۲۰۰۲   |
| ۱۱۳۶۷۲ | 2002 TN96   | ۱۰ اکتبر ۲۰۰۲   |
| ۱۱۳۶۷۳ | 2002 TU97   | ۲ اکتبر ۲۰۰۲    |
| ۱۱۳۶۷۴ | 2002 TV99   | ۴ اکتبر ۲۰۰۲    |
| ۱۱۳۶۷۵ | 2002 TN102  | ۴ اکتبر ۲۰۰۲    |
| ۱۱۳۶۷۶ | 2002 TJ103  | ۴ اکتبر ۲۰۰۲    |
| ۱۱۳۶۷۷ | 2002 TJ105  | ۴ اکتبر ۲۰۰۲    |
| ۱۱۳۶۷۸ | 2002 TV106  | ۲ اکتبر ۲۰۰۲    |
| ۱۱۳۶۷۹ | 2002 TB108  | ۱ اکتبر ۲۰۰۲    |
| ۱۱۳۶۸۰ | 2002 TY108  | ۱ اکتبر ۲۰۰۲    |
| ۱۱۳۶۸۱ | 2002 TL110  | ۲ اکتبر ۲۰۰۲    |
| ۱۱۳۶۸۲ | 2002 TQ110  | ۲ اکتبر ۲۰۰۲    |
| ۱۱۳۶۸۳ | 2002 TB111  | ۲ اکتبر ۲۰۰۲    |
| ۱۱۳۶۸۴ | 2002 TG111  | ۲ اکتبر ۲۰۰۲    |
| ۱۱۳۶۸۵ | 2002 TQ111  | ۳ اکتبر ۲۰۰۲    |
| ۱۱۳۶۸۶ | 2002 TL112  | ۳ اکتبر ۲۰۰۲    |
| ۱۱۳۶۸۷ | 2002 TZ113  | ۳ اکتبر ۲۰۰۲    |
| ۱۱۳۶۸۸ | 2002 TW114  | ۳ اکتبر ۲۰۰۲    |
| ۱۱۳۶۸۹ | 2002 TP115  | ۳ اکتبر ۲۰۰۲    |
| ۱۱۳۶۹۰ | 2002 TK116  | ۳ اکتبر ۲۰۰۲    |
| ۱۱۳۶۹۱ | 2002 TG120  | ۳ اکتبر ۲۰۰۲    |
| ۱۱۳۶۹۲ | 2002 TH120  | ۳ اکتبر ۲۰۰۲    |
| ۱۱۳۶۹۳ | 2002 TS120  | ۳ اکتبر ۲۰۰۲    |
| ۱۱۳۶۹۴ | 2002 TB121  | ۳ اکتبر ۲۰۰۲    |
| ۱۱۳۶۹۵ | 2002 TF121  | ۳ اکتبر ۲۰۰۲    |
| ۱۱۳۶۹۶ | 2002 TL121  | ۳ اکتبر ۲۰۰۲    |
| ۱۱۳۶۹۷ | 2002 TM121  | ۳ اکتبر ۲۰۰۲    |
| ۱۱۳۶۹۸ | 2002 TS124  | ۴ اکتبر ۲۰۰۲    |
| ۱۱۳۶۹۹ | 2002 TT124  | ۴ اکتبر ۲۰۰۲    |
| ۱۱۳۷۰۰ | 2002 TV124  | ۴ اکتبر ۲۰۰۲    |
| ۱۱۳۷۰۱ | 2002 TT125  | ۴ اکتبر ۲۰۰۲    |
| ۱۱۳۷۰۲ | 2002 TJ126  | ۴ اکتبر ۲۰۰۲    |
| ۱۱۳۷۰۳ | 2002 TS126  | ۴ اکتبر ۲۰۰۲    |
| ۱۱۳۷۰۴ | 2002 TQ127  | ۴ اکتبر ۲۰۰۲    |
| ۱۱۳۷۰۵ | 2002 TS127  | ۴ اکتبر ۲۰۰۲    |
| ۱۱۳۷۰۶ | 2002 TB129  | ۴ اکتبر ۲۰۰۲    |
| ۱۱۳۷۰۷ | 2002 TM129  | ۴ اکتبر ۲۰۰۲    |
| ۱۱۳۷۰۸ | 2002 TW130  | ۴ اکتبر ۲۰۰۲    |
| ۱۱۳۷۰۹ | 2002 TS131  | ۴ اکتبر ۲۰۰۲    |
| ۱۱۳۷۱۰ | 2002 TH132  | ۴ اکتبر ۲۰۰۲    |
| ۱۱۳۷۱۱ | 2002 TK132  | ۴ اکتبر ۲۰۰۲    |
| ۱۱۳۷۱۲ | 2002 TN132  | ۴ اکتبر ۲۰۰۲    |
| ۱۱۳۷۱۳ | 2002 TO132  | ۴ اکتبر ۲۰۰۲    |
| ۱۱۳۷۱۴ | 2002 TK133  | ۴ اکتبر ۲۰۰۲    |
| ۱۱۳۷۱۵ | 2002 TM133  | ۴ اکتبر ۲۰۰۲    |
| ۱۱۳۷۱۶ | 2002 TH134  | ۴ اکتبر ۲۰۰۲    |
| ۱۱۳۷۱۷ | 2002 TV134  | ۴ اکتبر ۲۰۰۲    |
| ۱۱۳۷۱۸ | 2002 TV135  | ۴ اکتبر ۲۰۰۲    |
| ۱۱۳۷۱۹ | 2002 TH136  | ۴ اکتبر ۲۰۰۲    |
| ۱۱۳۷۲۰ | 2002 TZ136  | ۴ اکتبر ۲۰۰۲    |
| ۱۱۳۷۲۱ | 2002 TB137  | ۴ اکتبر ۲۰۰۲    |
| ۱۱۳۷۲۲ | 2002 TV137  | ۴ اکتبر ۲۰۰۲    |
| ۱۱۳۷۲۳ | 2002 TD138  | ۴ اکتبر ۲۰۰۲    |
| ۱۱۳۷۲۴ | 2002 TL138  | ۴ اکتبر ۲۰۰۲    |
| ۱۱۳۷۲۵ | 2002 TV139  | ۴ اکتبر ۲۰۰۲    |
| ۱۱۳۷۲۶ | 2002 TJ140  | ۵ اکتبر ۲۰۰۲    |
| ۱۱۳۷۲۷ | 2002 TO141  | ۴ اکتبر ۲۰۰۲    |
| ۱۱۳۷۲۸ | 2002 TR142  | ۴ اکتبر ۲۰۰۲    |
| ۱۱۳۷۲۹ | 2002 TZ142  | ۴ اکتبر ۲۰۰۲    |
| ۱۱۳۷۳۰ | 2002 TA143  | ۴ اکتبر ۲۰۰۲    |
| ۱۱۳۷۳۱ | 2002 TO143  | ۴ اکتبر ۲۰۰۲    |
| ۱۱۳۷۳۲ | 2002 TQ143  | ۴ اکتبر ۲۰۰۲    |
| ۱۱۳۷۳۳ | 2002 TX144  | ۲ اکتبر ۲۰۰۲    |
| ۱۱۳۷۳۴ | 2002 TS150  | ۵ اکتبر ۲۰۰۲    |
| ۱۱۳۷۳۵ | 2002 TF154  | ۵ اکتبر ۲۰۰۲    |
| ۱۱۳۷۳۶ | 2002 TD155  | ۵ اکتبر ۲۰۰۲    |
| ۱۱۳۷۳۷ | 2002 TT156  | ۵ اکتبر ۲۰۰۲    |
| ۱۱۳۷۳۸ | 2002 TM157  | ۵ اکتبر ۲۰۰۲    |
| ۱۱۳۷۳۹ | 2002 TX157  | ۵ اکتبر ۲۰۰۲    |
| ۱۱۳۷۴۰ | 2002 TJ159  | ۵ اکتبر ۲۰۰۲    |
| ۱۱۳۷۴۱ | 2002 TS160  | ۵ اکتبر ۲۰۰۲    |
| ۱۱۳۷۴۲ | 2002 TD162  | ۵ اکتبر ۲۰۰۲    |
| ۱۱۳۷۴۳ | 2002 TL162  | ۵ اکتبر ۲۰۰۲    |
| ۱۱۳۷۴۴ | 2002 TE163  | ۵ اکتبر ۲۰۰۲    |
| ۱۱۳۷۴۵ | 2002 TS163  | ۵ اکتبر ۲۰۰۲    |
| ۱۱۳۷۴۶ | 2002 TA164  | ۵ اکتبر ۲۰۰۲    |
| ۱۱۳۷۴۷ | 2002 TH164  | ۵ اکتبر ۲۰۰۲    |
| ۱۱۳۷۴۸ | 2002 TN164  | ۵ اکتبر ۲۰۰۲    |
| ۱۱۳۷۴۹ | 2002 TB166  | ۳ اکتبر ۲۰۰۲    |
| ۱۱۳۷۵۰ | 2002 TL166  | ۳ اکتبر ۲۰۰۲    |
| ۱۱۳۷۵۱ | 2002 TR166  | ۳ اکتبر ۲۰۰۲    |
| ۱۱۳۷۵۲ | 2002 TF167  | ۳ اکتبر ۲۰۰۲    |
| ۱۱۳۷۵۳ | 2002 TP167  | ۳ اکتبر ۲۰۰۲    |
| ۱۱۳۷۵۴ | 2002 TC168  | ۳ اکتبر ۲۰۰۲    |
| ۱۱۳۷۵۵ | 2002 TE168  | ۳ اکتبر ۲۰۰۲    |
| ۱۱۳۷۵۶ | 2002 TG168  | ۳ اکتبر ۲۰۰۲    |
| ۱۱۳۷۵۷ | 2002 TM170  | ۳ اکتبر ۲۰۰۲    |
| ۱۱۳۷۵۸ | 2002 TT170  | ۳ اکتبر ۲۰۰۲    |
| ۱۱۳۷۵۹ | 2002 TT171  | ۴ اکتبر ۲۰۰۲    |
| ۱۱۳۷۶۰ | 2002 TA172  | ۴ اکتبر ۲۰۰۲    |
| ۱۱۳۷۶۱ | 2002 TH172  | ۴ اکتبر ۲۰۰۲    |
| ۱۱۳۷۶۲ | 2002 TJ172  | ۴ اکتبر ۲۰۰۲    |
| ۱۱۳۷۶۳ | 2002 TL172  | ۴ اکتبر ۲۰۰۲    |
| ۱۱۳۷۶۴ | 2002 TO172  | ۴ اکتبر ۲۰۰۲    |
| ۱۱۳۷۶۵ | 2002 TX172  | ۴ اکتبر ۲۰۰۲    |
| ۱۱۳۷۶۶ | 2002 TR173  | ۴ اکتبر ۲۰۰۲    |
| ۱۱۳۷۶۷ | 2002 TY174  | ۴ اکتبر ۲۰۰۲    |
| ۱۱۳۷۶۸ | 2002 TJ177  | ۵ اکتبر ۲۰۰۲    |
| ۱۱۳۷۶۹ | 2002 TB178  | ۱۱ اکتبر ۲۰۰۲   |
| ۱۱۳۷۷۰ | 2002 TA179  | ۱۳ اکتبر ۲۰۰۲   |
| ۱۱۳۷۷۱ | 2002 TQ181  | ۳ اکتبر ۲۰۰۲    |
| ۱۱۳۷۷۲ | 2002 TK183  | ۴ اکتبر ۲۰۰۲    |
| ۱۱۳۷۷۳ | 2002 TY183  | ۴ اکتبر ۲۰۰۲    |
| ۱۱۳۷۷۴ | 2002 TL184  | ۴ اکتبر ۲۰۰۲    |
| ۱۱۳۷۷۵ | 2002 TM184  | ۴ اکتبر ۲۰۰۲    |
| ۱۱۳۷۷۶ | 2002 TP184  | ۴ اکتبر ۲۰۰۲    |
| ۱۱۳۷۷۷ | 2002 TS184  | ۴ اکتبر ۲۰۰۲    |
| ۱۱۳۷۷۸ | 2002 TC185  | ۴ اکتبر ۲۰۰۲    |
| ۱۱۳۷۷۹ | 2002 TT187  | ۴ اکتبر ۲۰۰۲    |
| ۱۱۳۷۸۰ | 2002 TC188  | ۴ اکتبر ۲۰۰۲    |
| ۱۱۳۷۸۱ | 2002 TF188  | ۴ اکتبر ۲۰۰۲    |
| ۱۱۳۷۸۲ | 2002 TU188  | ۴ اکتبر ۲۰۰۲    |
| ۱۱۳۷۸۳ | 2002 TA191  | ۱ اکتبر ۲۰۰۲    |
| ۱۱۳۷۸۴ | 2002 TO191  | ۵ اکتبر ۲۰۰۲    |
| ۱۱۳۷۸۵ | 2002 TS191  | ۵ اکتبر ۲۰۰۲    |
| ۱۱۳۷۸۶ | 2002 TZ192  | ۳ اکتبر ۲۰۰۲    |
| ۱۱۳۷۸۷ | 2002 TH193  | ۳ اکتبر ۲۰۰۲    |
| ۱۱۳۷۸۸ | 2002 TY194  | ۳ اکتبر ۲۰۰۲    |
| ۱۱۳۷۸۹ | 2002 TZ194  | ۳ اکتبر ۲۰۰۲    |
| ۱۱۳۷۹۰ | 2002 TF195  | ۳ اکتبر ۲۰۰۲    |
| ۱۱۳۷۹۱ | 2002 TM195  | ۳ اکتبر ۲۰۰۲    |
| ۱۱۳۷۹۲ | 2002 TX195  | ۳ اکتبر ۲۰۰۲    |
| ۱۱۳۷۹۳ | 2002 TR196  | ۴ اکتبر ۲۰۰۲    |
| ۱۱۳۷۹۴ | 2002 TV197  | ۴ اکتبر ۲۰۰۲    |
| ۱۱۳۷۹۵ | 2002 TZ197  | ۴ اکتبر ۲۰۰۲    |
| ۱۱۳۷۹۶ | 2002 TQ198  | ۵ اکتبر ۲۰۰۲    |
| ۱۱۳۷۹۷ | 2002 TB200  | ۶ اکتبر ۲۰۰۲    |
| ۱۱۳۷۹۸ | 2002 TG203  | ۴ اکتبر ۲۰۰۲    |
| ۱۱۳۷۹۹ | 2002 TW203  | ۴ اکتبر ۲۰۰۲    |
| ۱۱۳۸۰۰ | 2002 TG204  | ۴ اکتبر ۲۰۰۲    |
| ۱۱۳۸۰۱ | 2002 TM205  | ۴ اکتبر ۲۰۰۲    |
| ۱۱۳۸۰۲ | 2002 TD206  | ۴ اکتبر ۲۰۰۲    |
| ۱۱۳۸۰۳ | 2002 TJ206  | ۴ اکتبر ۲۰۰۲    |
| ۱۱۳۸۰۴ | 2002 TA207  | ۴ اکتبر ۲۰۰۲    |
| ۱۱۳۸۰۵ | 2002 TF207  | ۴ اکتبر ۲۰۰۲    |
| ۱۱۳۸۰۶ | 2002 TM208  | ۴ اکتبر ۲۰۰۲    |
| ۱۱۳۸۰۷ | 2002 TB209  | ۶ اکتبر ۲۰۰۲    |
| ۱۱۳۸۰۸ | 2002 TC209  | ۶ اکتبر ۲۰۰۲    |
| ۱۱۳۸۰۹ | 2002 TC210  | ۷ اکتبر ۲۰۰۲    |
| ۱۱۳۸۱۰ | 2002 TG210  | ۷ اکتبر ۲۰۰۲    |
| ۱۱۳۸۱۱ | 2002 TZ210  | ۷ اکتبر ۲۰۰۲    |
| ۱۱۳۸۱۲ | 2002 TK211  | ۵ اکتبر ۲۰۰۲    |
| ۱۱۳۸۱۳ | 2002 TN212  | ۷ اکتبر ۲۰۰۲    |
| ۱۱۳۸۱۴ | 2002 TG213  | ۳ اکتبر ۲۰۰۲    |
| ۱۱۳۸۱۵ | 2002 TA215  | ۴ اکتبر ۲۰۰۲    |
| ۱۱۳۸۱۶ | 2002 TM216  | ۶ اکتبر ۲۰۰۲    |
| ۱۱۳۸۱۷ | 2002 TN216  | ۶ اکتبر ۲۰۰۲    |
| ۱۱۳۸۱۸ | 2002 TR216  | ۶ اکتبر ۲۰۰۲    |
| ۱۱۳۸۱۹ | 2002 TQ217  | ۸ اکتبر ۲۰۰۲    |
| ۱۱۳۸۲۰ | 2002 TX218  | ۵ اکتبر ۲۰۰۲    |
| ۱۱۳۸۲۱ | 2002 TM221  | ۶ اکتبر ۲۰۰۲    |
| ۱۱۳۸۲۲ | 2002 TS221  | ۶ اکتبر ۲۰۰۲    |
| ۱۱۳۸۲۳ | 2002 TY221  | ۷ اکتبر ۲۰۰۲    |
| ۱۱۳۸۲۴ | 2002 TG222  | ۷ اکتبر ۲۰۰۲    |
| ۱۱۳۸۲۵ | 2002 TS223  | ۷ اکتبر ۲۰۰۲    |
| ۱۱۳۸۲۶ | 2002 TV223  | ۷ اکتبر ۲۰۰۲    |
| ۱۱۳۸۲۷ | 2002 TG225  | ۸ اکتبر ۲۰۰۲    |
| ۱۱۳۸۲۸ | 2002 TC226  | ۸ اکتبر ۲۰۰۲    |
| ۱۱۳۸۲۹ | 2002 TN226  | ۸ اکتبر ۲۰۰۲    |
| ۱۱۳۸۳۰ | 2002 TA227  | ۸ اکتبر ۲۰۰۲    |
| ۱۱۳۸۳۱ | 2002 TC227  | ۸ اکتبر ۲۰۰۲    |
| ۱۱۳۸۳۲ | 2002 TP227  | ۸ اکتبر ۲۰۰۲    |
| ۱۱۳۸۳۳ | 2002 TC229  | ۷ اکتبر ۲۰۰۲    |
| ۱۱۳۸۳۴ | 2002 TH231  | ۸ اکتبر ۲۰۰۲    |
| ۱۱۳۸۳۵ | 2002 TP231  | ۸ اکتبر ۲۰۰۲    |
| ۱۱۳۸۳۶ | 2002 TR231  | ۸ اکتبر ۲۰۰۲    |
| ۱۱۳۸۳۷ | 2002 TT232  | ۶ اکتبر ۲۰۰۲    |
| ۱۱۳۸۳۸ | 2002 TX232  | ۶ اکتبر ۲۰۰۲    |
| ۱۱۳۸۳۹ | 2002 TG235  | ۶ اکتبر ۲۰۰۲    |
| ۱۱۳۸۴۰ | 2002 TH236  | ۶ اکتبر ۲۰۰۲    |
| ۱۱۳۸۴۱ | 2002 TO236  | ۶ اکتبر ۲۰۰۲    |
| ۱۱۳۸۴۲ | 2002 TR236  | ۶ اکتبر ۲۰۰۲    |
| ۱۱۳۸۴۳ | 2002 TG237  | ۶ اکتبر ۲۰۰۲    |
| ۱۱۳۸۴۴ | 2002 TV237  | ۶ اکتبر ۲۰۰۲    |
| ۱۱۳۸۴۵ | 2002 TD238  | ۷ اکتبر ۲۰۰۲    |
| ۱۱۳۸۴۶ | 2002 TV239  | ۹ اکتبر ۲۰۰۲    |
| ۱۱۳۸۴۷ | 2002 TR240  | ۶ اکتبر ۲۰۰۲    |
| ۱۱۳۸۴۸ | 2002 TH241  | ۷ اکتبر ۲۰۰۲    |
| ۱۱۳۸۴۹ | 2002 TL241  | ۷ اکتبر ۲۰۰۲    |
| ۱۱۳۸۵۰ | 2002 TG242  | ۹ اکتبر ۲۰۰۲    |
| ۱۱۳۸۵۱ | 2002 TL242  | ۹ اکتبر ۲۰۰۲    |
| ۱۱۳۸۵۲ | 2002 TF245  | ۷ اکتبر ۲۰۰۲    |
| ۱۱۳۸۵۳ | 2002 TK246  | ۹ اکتبر ۲۰۰۲    |
| ۱۱۳۸۵۴ | 2002 TN246  | ۹ اکتبر ۲۰۰۲    |
| ۱۱۳۸۵۵ | 2002 TL249  | ۷ اکتبر ۲۰۰۲    |
| ۱۱۳۸۵۶ | 2002 TB250  | ۷ اکتبر ۲۰۰۲    |
| ۱۱۳۸۵۷ | 2002 TT250  | ۷ اکتبر ۲۰۰۲    |
| ۱۱۳۸۵۸ | 2002 TY252  | ۸ اکتبر ۲۰۰۲    |
| ۱۱۳۸۵۹ | 2002 TM253  | ۸ اکتبر ۲۰۰۲    |
| ۱۱۳۸۶۰ | 2002 TE254  | ۹ اکتبر ۲۰۰۲    |
| ۱۱۳۸۶۱ | 2002 TZ254  | ۹ اکتبر ۲۰۰۲    |
| ۱۱۳۸۶۲ | 2002 TD255  | ۹ اکتبر ۲۰۰۲    |
| ۱۱۳۸۶۳ | 2002 TG255  | ۹ اکتبر ۲۰۰۲    |
| ۱۱۳۸۶۴ | 2002 TN255  | ۹ اکتبر ۲۰۰۲    |
| ۱۱۳۸۶۵ | 2002 TR255  | ۹ اکتبر ۲۰۰۲    |
| ۱۱۳۸۶۶ | 2002 TZ256  | ۹ اکتبر ۲۰۰۲    |
| ۱۱۳۸۶۷ | 2002 TA258  | ۹ اکتبر ۲۰۰۲    |
| ۱۱۳۸۶۸ | 2002 TR258  | ۹ اکتبر ۲۰۰۲    |
| ۱۱۳۸۶۹ | 2002 TV258  | ۹ اکتبر ۲۰۰۲    |
| ۱۱۳۸۷۰ | 2002 TC259  | ۹ اکتبر ۲۰۰۲    |
| ۱۱۳۸۷۱ | 2002 TH259  | ۹ اکتبر ۲۰۰۲    |
| ۱۱۳۸۷۲ | 2002 TM259  | ۹ اکتبر ۲۰۰۲    |
| ۱۱۳۸۷۳ | 2002 TT259  | ۹ اکتبر ۲۰۰۲    |
| ۱۱۳۸۷۴ | 2002 TY259  | ۹ اکتبر ۲۰۰۲    |
| ۱۱۳۸۷۵ | 2002 TP260  | ۹ اکتبر ۲۰۰۲    |
| ۱۱۳۸۷۶ | 2002 TE261  | ۹ اکتبر ۲۰۰۲    |
| ۱۱۳۸۷۷ | 2002 TG261  | ۹ اکتبر ۲۰۰۲    |
| ۱۱۳۸۷۸ | 2002 TR261  | ۹ اکتبر ۲۰۰۲    |
| ۱۱۳۸۷۹ | 2002 TB262  | ۱۰ اکتبر ۲۰۰۲   |
| ۱۱۳۸۸۰ | 2002 TP262  | ۱۰ اکتبر ۲۰۰۲   |
| ۱۱۳۸۸۱ | 2002 TB264  | ۱۰ اکتبر ۲۰۰۲   |
| ۱۱۳۸۸۲ | 2002 TF264  | ۱۰ اکتبر ۲۰۰۲   |
| ۱۱۳۸۸۳ | 2002 TD265  | ۱۰ اکتبر ۲۰۰۲   |
| ۱۱۳۸۸۴ | 2002 TS265  | ۱۰ اکتبر ۲۰۰۲   |
| ۱۱۳۸۸۵ | 2002 TU265  | ۱۰ اکتبر ۲۰۰۲   |
| ۱۱۳۸۸۶ | 2002 TG266  | ۱۰ اکتبر ۲۰۰۲   |
| ۱۱۳۸۸۷ | 2002 TC267  | ۱۱ اکتبر ۲۰۰۲   |
| ۱۱۳۸۸۸ | 2002 TG267  | ۱۰ اکتبر ۲۰۰۲   |
| ۱۱۳۸۸۹ | 2002 TL267  | ۱۰ اکتبر ۲۰۰۲   |
| ۱۱۳۸۹۰ | 2002 TA270  | ۹ اکتبر ۲۰۰۲    |
| ۱۱۳۸۹۱ | 2002 TG270  | ۹ اکتبر ۲۰۰۲    |
| ۱۱۳۸۹۲ | 2002 TL270  | ۹ اکتبر ۲۰۰۲    |
| ۱۱۳۸۹۳ | 2002 TN270  | ۹ اکتبر ۲۰۰۲    |
| ۱۱۳۸۹۴ | 2002 TP271  | ۹ اکتبر ۲۰۰۲    |
| ۱۱۳۸۹۵ | 2002 TR271  | ۹ اکتبر ۲۰۰۲    |
| ۱۱۳۸۹۶ | 2002 TB272  | ۹ اکتبر ۲۰۰۲    |
| ۱۱۳۸۹۷ | 2002 TF273  | ۹ اکتبر ۲۰۰۲    |
| ۱۱۳۸۹۸ | 2002 TT273  | ۹ اکتبر ۲۰۰۲    |
| ۱۱۳۸۹۹ | 2002 TO274  | ۹ اکتبر ۲۰۰۲    |
| ۱۱۳۹۰۰ | 2002 TR274  | ۹ اکتبر ۲۰۰۲    |
| ۱۱۳۹۰۱ | 2002 TX274  | ۹ اکتبر ۲۰۰۲    |
| ۱۱۳۹۰۲ | 2002 TK276  | ۹ اکتبر ۲۰۰۲    |
| ۱۱۳۹۰۳ | 2002 TO276  | ۹ اکتبر ۲۰۰۲    |
| ۱۱۳۹۰۴ | 2002 TQ276  | ۹ اکتبر ۲۰۰۲    |
| ۱۱۳۹۰۵ | 2002 TV277  | ۱۰ اکتبر ۲۰۰۲   |
| ۱۱۳۹۰۶ | 2002 TJ278  | ۱۰ اکتبر ۲۰۰۲   |
| ۱۱۳۹۰۷ | 2002 TV278  | ۱۰ اکتبر ۲۰۰۲   |
| ۱۱۳۹۰۸ | 2002 TX279  | ۱۰ اکتبر ۲۰۰۲   |
| ۱۱۳۹۰۹ | 2002 TC280  | ۱۰ اکتبر ۲۰۰۲   |
| ۱۱۳۹۱۰ | 2002 TO280  | ۱۰ اکتبر ۲۰۰۲   |
| ۱۱۳۹۱۱ | 2002 TW281  | ۱۰ اکتبر ۲۰۰۲   |
| ۱۱۳۹۱۲ | 2002 TD282  | ۱۰ اکتبر ۲۰۰۲   |
| ۱۱۳۹۱۳ | 2002 TJ282  | ۱۰ اکتبر ۲۰۰۲   |
| ۱۱۳۹۱۴ | 2002 TF284  | ۱۰ اکتبر ۲۰۰۲   |
| ۱۱۳۹۱۵ | 2002 TG284  | ۱۰ اکتبر ۲۰۰۲   |
| ۱۱۳۹۱۶ | 2002 TJ284  | ۱۰ اکتبر ۲۰۰۲   |
| ۱۱۳۹۱۷ | 2002 TJ285  | ۱۰ اکتبر ۲۰۰۲   |
| ۱۱۳۹۱۸ | 2002 TD286  | ۱۰ اکتبر ۲۰۰۲   |
| ۱۱۳۹۱۹ | 2002 TF286  | ۱۰ اکتبر ۲۰۰۲   |
| ۱۱۳۹۲۰ | 2002 TK286  | ۱۰ اکتبر ۲۰۰۲   |
| ۱۱۳۹۲۱ | 2002 TZ286  | ۱۰ اکتبر ۲۰۰۲   |
| ۱۱۳۹۲۲ | 2002 TD287  | ۱۰ اکتبر ۲۰۰۲   |
| ۱۱۳۹۲۳ | 2002 TS287  | ۱۰ اکتبر ۲۰۰۲   |
| ۱۱۳۹۲۴ | 2002 TT287  | ۱۰ اکتبر ۲۰۰۲   |
| ۱۱۳۹۲۵ | 2002 TD288  | ۱۰ اکتبر ۲۰۰۲   |
| ۱۱۳۹۲۶ | 2002 TL288  | ۱۰ اکتبر ۲۰۰۲   |
| ۱۱۳۹۲۷ | 2002 TT288  | ۱۰ اکتبر ۲۰۰۲   |
| ۱۱۳۹۲۸ | 2002 TF289  | ۱۰ اکتبر ۲۰۰۲   |
| ۱۱۳۹۲۹ | 2002 TK289  | ۱۰ اکتبر ۲۰۰۲   |
| ۱۱۳۹۳۰ | 2002 TN289  | ۱۰ اکتبر ۲۰۰۲   |
| ۱۱۳۹۳۱ | 2002 TP289  | ۱۰ اکتبر ۲۰۰۲   |
| ۱۱۳۹۳۲ | 2002 TR289  | ۱۰ اکتبر ۲۰۰۲   |
| ۱۱۳۹۳۳ | 2002 TU289  | ۱۰ اکتبر ۲۰۰۲   |
| ۱۱۳۹۳۴ | 2002 TD291  | ۱۰ اکتبر ۲۰۰۲   |
| ۱۱۳۹۳۵ | 2002 TB292  | ۱۰ اکتبر ۲۰۰۲   |
| ۱۱۳۹۳۶ | 2002 TS292  | ۱۰ اکتبر ۲۰۰۲   |
| ۱۱۳۹۳۷ | 2002 TM293  | ۱۰ اکتبر ۲۰۰۲   |
| ۱۱۳۹۳۸ | 2002 TN294  | ۱۲ اکتبر ۲۰۰۲   |
| ۱۱۳۹۳۹ | 2002 TO294  | ۱۲ اکتبر ۲۰۰۲   |
| ۱۱۳۹۴۰ | 2002 TZ294  | ۱۳ اکتبر ۲۰۰۲   |
| ۱۱۳۹۴۱ | 2002 TM295  | ۱۳ اکتبر ۲۰۰۲   |
| ۱۱۳۹۴۲ | 2002 TQ295  | ۱۳ اکتبر ۲۰۰۲   |
| ۱۱۳۹۴۳ | 2002 TV295  | ۱۳ اکتبر ۲۰۰۲   |
| ۱۱۳۹۴۴ | 2002 TP296  | ۱۱ اکتبر ۲۰۰۲   |
| ۱۱۳۹۴۵ | 2002 TU296  | ۱۱ اکتبر ۲۰۰۲   |
| ۱۱۳۹۴۶ | 2002 TE298  | ۱۲ اکتبر ۲۰۰۲   |
| ۱۱۳۹۴۷ | 2002 TT300  | ۱۵ اکتبر ۲۰۰۲   |
| ۱۱۳۹۴۸ | 2002 TZ302  | ۱۱ اکتبر ۲۰۰۲   |
| ۱۱۳۹۴۹ | Bahcall     | ۴ اکتبر ۲۰۰۲    |
| ۱۱۳۹۵۰ | Donbaldwin  | ۴ اکتبر ۲۰۰۲    |
| ۱۱۳۹۵۱ | Artdavidsen | ۱۰ اکتبر ۲۰۰۲   |
| ۱۱۳۹۵۲ | Schramm     | ۱۰ اکتبر ۲۰۰۲   |
| ۱۱۳۹۵۲ | 2002 UK     | ۲۱ اکتبر ۲۰۰۲   |
| ۱۱۳۹۵۴ | 2002 UE1    | ۲۸ اکتبر ۲۰۰۲   |
| ۱۱۳۹۵۵ | 2002 UY1    | ۲۸ اکتبر ۲۰۰۲   |
| ۱۱۳۹۵۶ | 2002 UJ3    | ۲۸ اکتبر ۲۰۰۲   |
| ۱۱۳۹۵۷ | 2002 UD6    | ۲۸ اکتبر ۲۰۰۲   |
| ۱۱۳۹۵۸ | 2002 UH6    | ۲۸ اکتبر ۲۰۰۲   |
| ۱۱۳۹۵۹ | 2002 UY6    | ۲۸ اکتبر ۲۰۰۲   |
| ۱۱۳۹۶۰ | 2002 UO7    | ۲۸ اکتبر ۲۰۰۲   |
| ۱۱۳۹۶۱ | 2002 UB8    | ۲۸ اکتبر ۲۰۰۲   |
| ۱۱۳۹۶۲ | 2002 UJ8    | ۲۸ اکتبر ۲۰۰۲   |
| ۱۱۳۹۶۳ | 2002 US9    | ۲۶ اکتبر ۲۰۰۲   |
| ۱۱۳۹۶۴ | 2002 UT9    | ۲۶ اکتبر ۲۰۰۲   |
| ۱۱۳۹۶۵ | 2002 UV9    | ۲۶ اکتبر ۲۰۰۲   |
| ۱۱۳۹۶۶ | 2002 UF10   | ۲۸ اکتبر ۲۰۰۲   |
| ۱۱۳۹۶۷ | 2002 UO12   | ۳۱ اکتبر ۲۰۰۲   |
| ۱۱۳۹۶۸ | 2002 UO13   | ۲۸ اکتبر ۲۰۰۲   |
| ۱۱۳۹۶۹ | 2002 UR13   | ۲۸ اکتبر ۲۰۰۲   |
| ۱۱۳۹۷۰ | 2002 UF15   | ۳۰ اکتبر ۲۰۰۲   |
| ۱۱۳۹۷۱ | 2002 UL15   | ۳۰ اکتبر ۲۰۰۲   |
| ۱۱۳۹۷۲ | 2002 UM15   | ۳۰ اکتبر ۲۰۰۲   |
| ۱۱۳۹۷۳ | 2002 UP15   | ۳۰ اکتبر ۲۰۰۲   |
| ۱۱۳۹۷۴ | 2002 UN17   | ۲۹ اکتبر ۲۰۰۲   |
| ۱۱۳۹۷۵ | 2002 UO18   | ۳۰ اکتبر ۲۰۰۲   |
| ۱۱۳۹۷۶ | 2002 UM19   | ۳۰ اکتبر ۲۰۰۲   |
| ۱۱۳۹۷۷ | 2002 UO19   | ۳۰ اکتبر ۲۰۰۲   |
| ۱۱۳۹۷۸ | 2002 UR20   | ۲۸ اکتبر ۲۰۰۲   |
| ۱۱۳۹۷۹ | 2002 UA22   | ۳۰ اکتبر ۲۰۰۲   |
| ۱۱۳۹۸۰ | 2002 UH22   | ۳۰ اکتبر ۲۰۰۲   |
| ۱۱۳۹۸۱ | 2002 UT22   | ۳۰ اکتبر ۲۰۰۲   |
| ۱۱۳۹۸۲ | 2002 UW22   | ۳۰ اکتبر ۲۰۰۲   |
| ۱۱۳۹۸۳ | 2002 UZ22   | ۳۰ اکتبر ۲۰۰۲   |
| ۱۱۳۹۸۴ | 2002 UN23   | ۲۸ اکتبر ۲۰۰۲   |
| ۱۱۳۹۸۵ | 2002 UA26   | ۳۰ اکتبر ۲۰۰۲   |
| ۱۱۳۹۸۶ | 2002 UF26   | ۳۱ اکتبر ۲۰۰۲   |
| ۱۱۳۹۸۷ | 2002 UO26   | ۳۱ اکتبر ۲۰۰۲   |
| ۱۱۳۹۸۸ | 2002 UR26   | ۳۱ اکتبر ۲۰۰۲   |
| ۱۱۳۹۸۹ | 2002 UF27   | ۳۱ اکتبر ۲۰۰۲   |
| ۱۱۳۹۹۰ | 2002 UF28   | ۳۰ اکتبر ۲۰۰۲   |
| ۱۱۳۹۹۱ | 2002 UN28   | ۳۰ اکتبر ۲۰۰۲   |
| ۱۱۳۹۹۲ | 2002 UU28   | ۳۱ اکتبر ۲۰۰۲   |
| ۱۱۳۹۹۳ | 2002 UG31   | ۲۸ اکتبر ۲۰۰۲   |
| ۱۱۳۹۹۴ | 2002 UN32   | ۳۰ اکتبر ۲۰۰۲   |
| ۱۱۳۹۹۵ | 2002 US32   | ۳۰ اکتبر ۲۰۰۲   |
| ۱۱۳۹۹۶ | 2002 UA33   | ۳۱ اکتبر ۲۰۰۲   |
| ۱۱۳۹۹۷ | 2002 UH33   | ۳۱ اکتبر ۲۰۰۲   |
| ۱۱۳۹۹۸ | 2002 UK33   | ۳۱ اکتبر ۲۰۰۲   |
| ۱۱۳۹۹۹ | 2002 UO33   | ۳۱ اکتبر ۲۰۰۲   |
| ۱۱۴۰۰۰ | 2002 UR33   | ۳۱ اکتبر ۲۰۰۲   |